# Баттон, Дженсон
Дже́нсон Алекса́ндр Ла́йонс Ба́ттон MBE (англ. Jenson Alexander Lyons Button ['bʌtn]; род. 19 января 1980 года во Фроуме, Сомерсет) — британский автогонщик, выступавший в Формуле-1 с 2000 по 2017 годы. За 18 лет выступлений принял участие в 309 Гран-при (четвёртый показатель в истории), из которых выиграл 15. Стал чемпионом Формулы-1 в 2009 году, выступая за команду Brawn в её единственном сезоне, вице-чемпионом Формулы-1 в 2011 году, выступая за McLaren и бронзовым призёром в 2004 году, выступая за BAR. В 2018 году дебютировал в гонке «24 часа Ле-Мана» за команду SMP Racing. Обладатель Премии имени Лоренцо Бандини и Памятного трофея Хоторна.

## Ранние годы
Баттон обучался в селвудской средней школе, а затем во фромском общинном колледже. Он сын Симон Лионс и бывшего гонщика ралли-кроссов Джона Баттона из Лондона (в 1970-х был известен в Великобритании под прозвищем Колорадский жук из-за его машины Volkswagen Beetle, лучшими результатами которого стали вторые места в чемпионатах «Embassy/RAC-MSA British Rallycross» и «TEAC/Lydden Rallycross» в 1976 году). Родители Дженсона находятся в разводе. Кроме Дженсона в семье было три старших сестры.

## Гоночная карьера
Баттон начал заниматься картингом в возрасте восьми лет, после того как отец купил ему его первый карт и у Дженсона выдалось необычайно успешное начало карьеры. Он выиграл все 34 гонки 1991 британского чемпионата по картингу, наряду с титулом.
Его успехи продолжились, включая триумфальное выступление в открытом чемпионате Великобритании по картингу. В 1997 году он стал самым молодым гонщиком в истории из тех кому удавалось выиграть европейский чемпионат «Супер-А», а также Кубок, посвящённый памяти Айртона Сенны, готовясь сесть за руль болида.
В 18 лет Баттон принимает участие в «Британской Формуле-Форд» с командой Haywood Racing и выигрывает титул с девятью победами. Также он был триумфатором Фестиваля Формулы-Форд в Брэндс-Хэтч, опередив будущего победителя гонки «500 миль Индианаполиса» Дэна Уэлдона. В конце 1998 года он стал лауреатом ежегодной премии «McLaren Autosport BRDC Young Driver Award». Частью этой награды являлись тесты болида McLaren, которые он провёл в конце следующего года. Его увидел весь паддок Формулы-1, а репортёр встретил разговаривающих Баттона и Росса Брауна, который сказал Дженсону: «Надеюсь, увидеть вас снова», на что молодой британец ответил: «Вы ещё меня увидите».
Баттон перешёл в Британскую Формулу-3 в 1999 году, где он выступал с командой Promatecme. Он побеждал три раза: в Тракстоне, Пембри и Сильверстоуне, и завершил сезон в качестве лучшего новичка. Он был третьим в чемпионате, проиграв лишь Марку Хайнсу и Лучано Бурти, а также финишировал пятым и вторым соответственно во внезачётных гонках «Формула-3 Мастерс» и «Гран-при Макао» (отстал на 0.035 секунды от Даррена Мэннинга).

### Карьера в Формуле-1

#### 2000: Williams

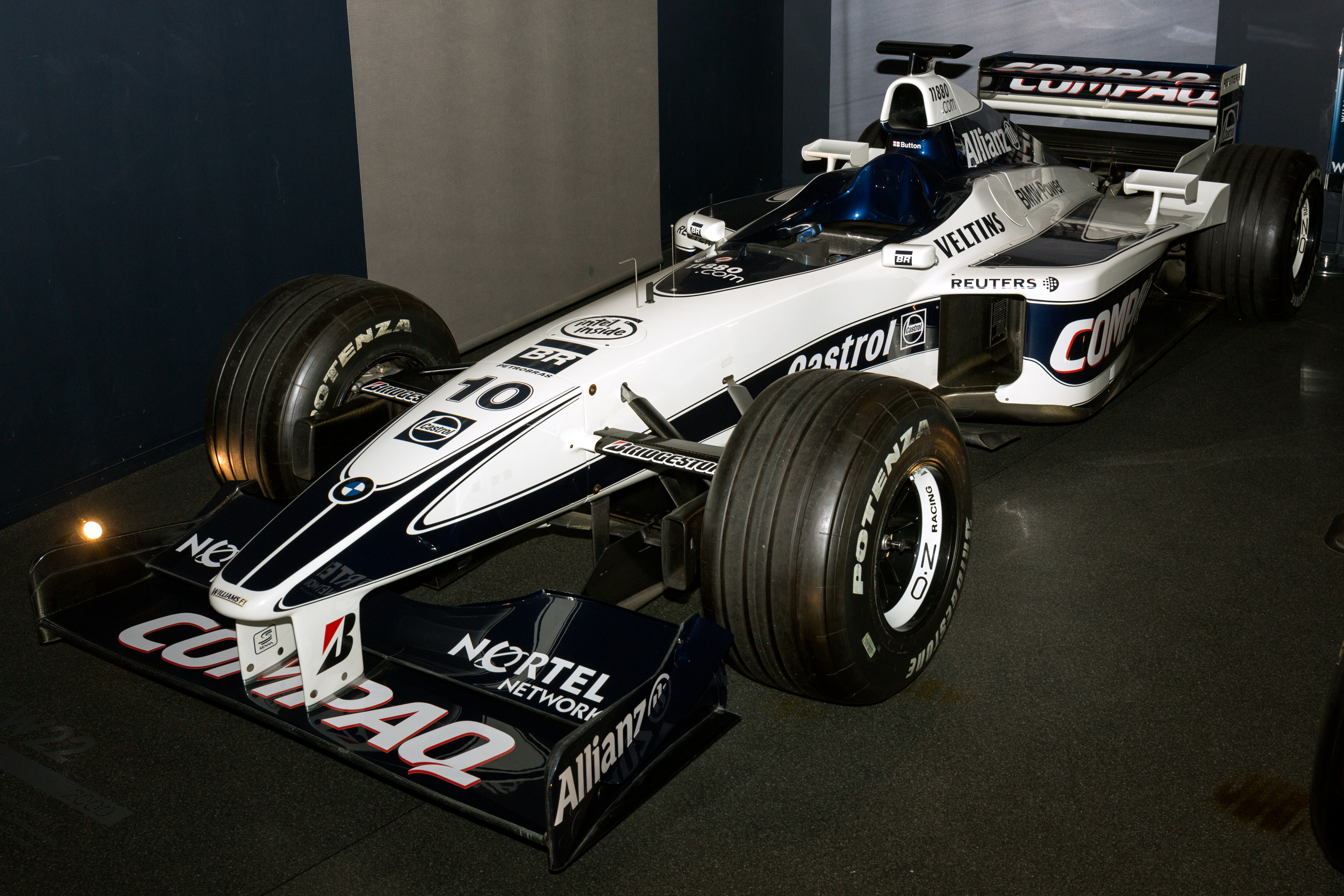
Williams FW22 Дженсона Баттона на сезон 2000 года.

В конце 1999 года Баттон провёл призовые тесты за McLaren в Сильверстоуне, а также тестировал болид команды Prost. Вакантным было место в команде Williams, в связи с уходом Алессандро Дзанарди Фрэнк Уильямс организовал соревнование за это место между Баттоном и пилотом Международной Формулы-3000 Бруно Жункейрой. Место выиграл Баттон, но об этом он узнал лишь за пятнадцать минут до презентации болида.
В первой гонке сезона, на Гран-при Австралии, он мог заработать очки, но сошёл из-за отказа двигателя.
Его лучшая квалификация сезона прошла на автодроме Спа-Франкоршам, где он квалифицировался третьим и финишировал пятым. Он совершал несколько ошибок по ходу сезона, самая заметная из которых произошла в Монце. Когда машина безопасности покинула трассу, он, вместо того, чтобы притормозить (для того, чтобы отпустить автомобиль безопасности), ускорился и врезался в защитный барьер.
Он завершил сезон на восьмой позиции зачёта пилотов и проиграл более опытному напарнику Ральфу Шумахеру, который набрал 24 очка против 12 у Баттона.
К концу сезона уровень выступлений Баттона улучшился, в особенности на подсыхающих трассах в Хоккенхайме и Индианаполисе, а также на одной из самых сложных трасс чемпионата — Судзуке.

#### 2001: Benetton

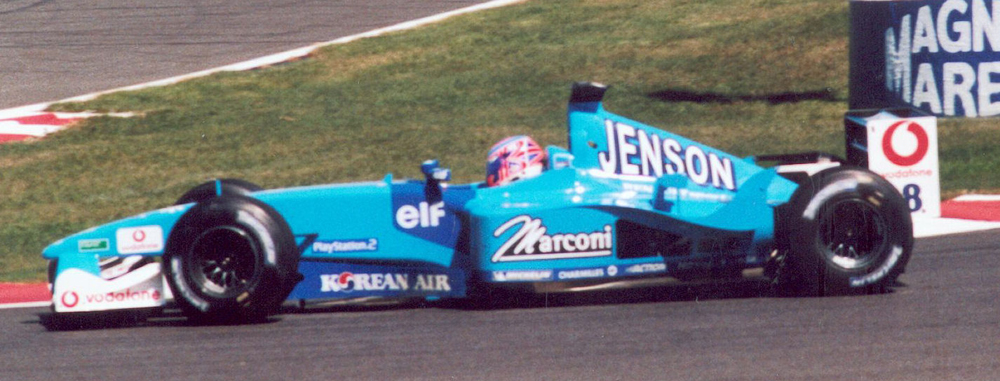
Баттон управляет болидом Benetton B201 на ГП Франции.

В 2001 несмотря на контракт с Williams, Баттон стал пилотом команды Benetton, которая была куплена концерном Renault. Сезон выдался невыразительным; несмотря на обещания что болид будет конкурентоспособным, он оказался медленным, а сам Баттон был разгромлен напарником Джанкарло Физикеллой.
Лучшим результатом британца стало пятое место на Гран-при Германии, которое дало ему разочаровывающее семнадцатое место в личном счёте.
Из-за такой пропасти проигрыша перед напарником он получил кличку «плейбой» от британской прессы.

#### 2002: Renault

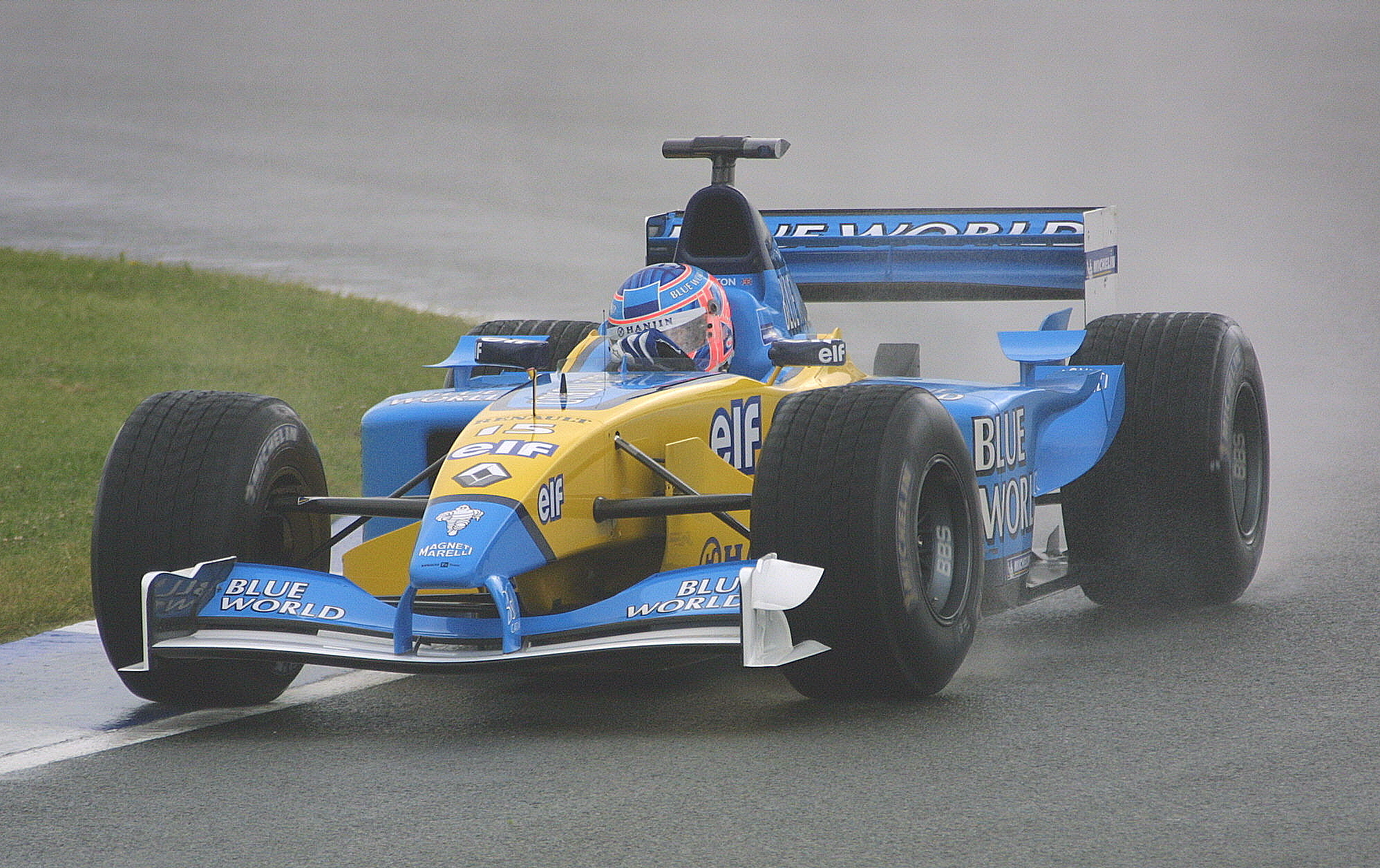
Баттон пилотирует Renault R202 в Сильверстоуне.

В 2002 Renault переименовало Benetton в Renault F1. Хотя его напарник Ярно Трулли часто опережал британца в квалификации, у Баттона был более высокий темп в гонках. Он был близок к третьему месту (и своему первому подиуму) на Гран-при Малайзии, но на последнем круге его обогнал Михаэль Шумахер из-за проблем с подвеской на болиде Renault британца, и в итоге он финишировал четвёртым.
На Гран-при Бразилии у Баттона было ещё одно четвёртое место и он завершил сезон на седьмой позиции зачёта пилотов, опередив напарника на пять очков.
Для сезона-2003, руководитель команды Renault Флавио Бриаторе заменил Баттона на Фернандо Алонсо, который был тест-пилотом команды. Несмотря на «огромные протесты», Бриаторе заявил: «время покажет если я ошибаюсь». В 2005 Алонсо стал победителем в зачёте пилотов с Renault, в то время как Баттон ещё ни разу не одерживал победы и был вовлечён во второй контрактный спор за два года. Газета The Times процитировала следующие слова Бриаторе: «Дженсон прекрасный пилот, но у него слишком много контрактов и других отвлекающих от гонок вещей.»

#### 2003—2005: BAR
После ухода из Renault, в начале 2003 года Баттон присоединился к команде BAR, где он стал напарником чемпиона мира 1997 года — Жака Вильнёва. С ходом сезона Дженсон прибавлял в квалификациях и в гонках. Лучшим результатом сезона стало четвёртое место в Австрии.
Однако не обошлось без проблем, он попал в тяжёлую аварию в ходе субботней сессии свободных заездов в Монако, и из-за этого ему пришлось пропустить гонку и следующую тестовую сессию в Монце. Но к концу сезона положение вещей улучшилось и на Гран-при США, Баттон впервые лидировал в гонке.
Он завершил этот год девятым, опередив более опытного напарника на одиннадцать очков.

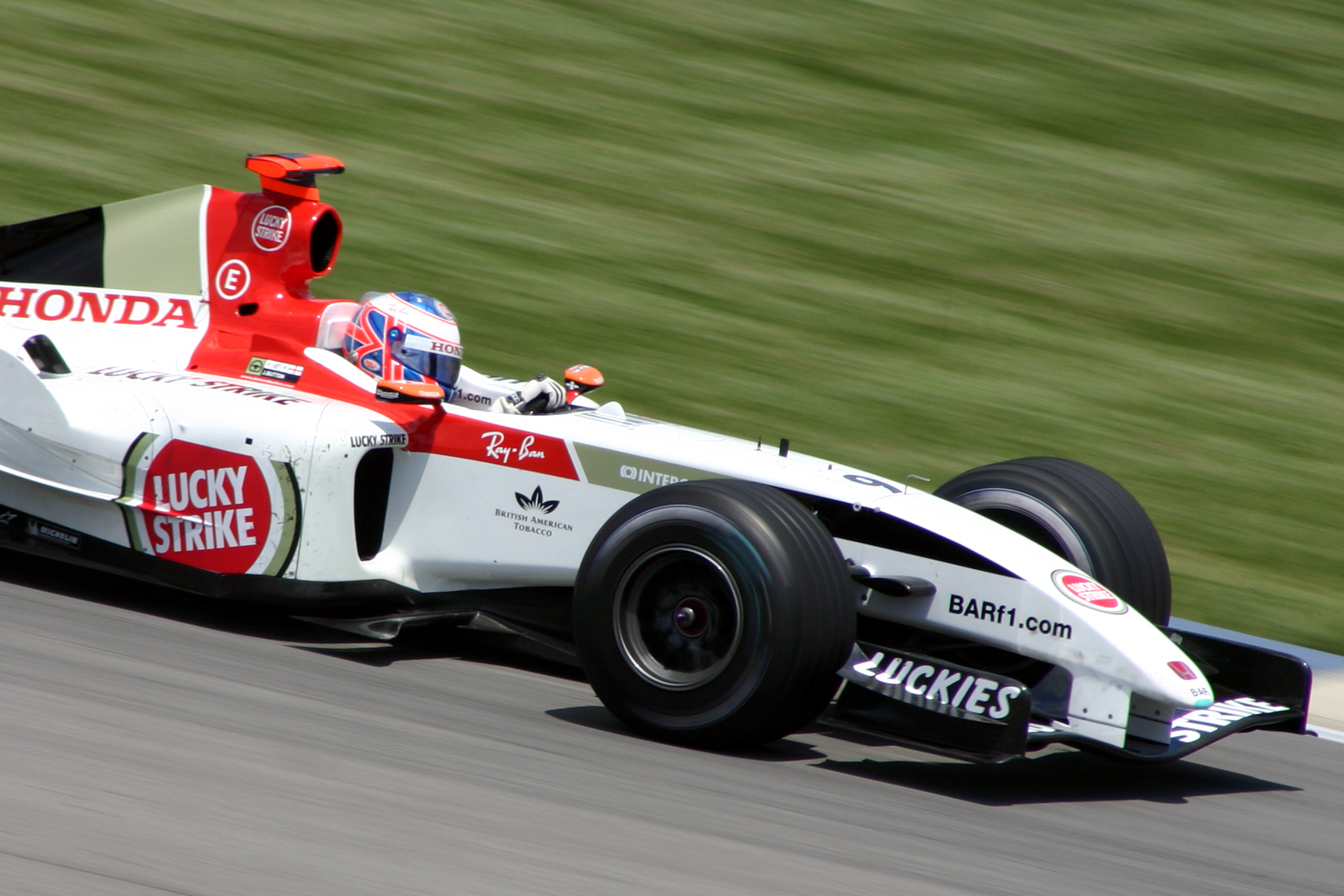
Баттон за рулём болида BAR 006 на Гран-при США 2004 года в Индианаполисе.

В 2004 году Баттон и BAR-Honda добились значительного прогресса, команда завершила сезон второй в кубке конструкторов.
Баттон впервые поднялся на подиум, приехав третьим на финиш Гран-при Малайзии.
Всего за сезон он побывал на подиуме девять раз.
Баттон и BAR завоевали свою первую поул-позицию в апреле на Гран-при Сан-Марино, в котором он финишировал вторым.
В итоговом зачёте Баттон занял третье место (лучшее в карьере на тот момент) с 85 очками, уступив лишь двум доминировавшим пилотам Ferrari.
Несмотря на свой успех с BAR, 5 августа 2004 года Баттон заявил о том, что заключил двухлетний контракт с Williams, разжигая новый контрактный конфликт.
Руководитель BAR Дэвид Ричардс отстаивал права на пилота, хотя Фрэнк Уильямс утверждал, что переход законен.
16 октября в Милане прошло слушание Совета по контролю за исполнением контрактных обязательств FIA, где определилось положение дел Баттона в 2005 году, заключающееся в том, что его он проведёт с командой BAR-Honda.

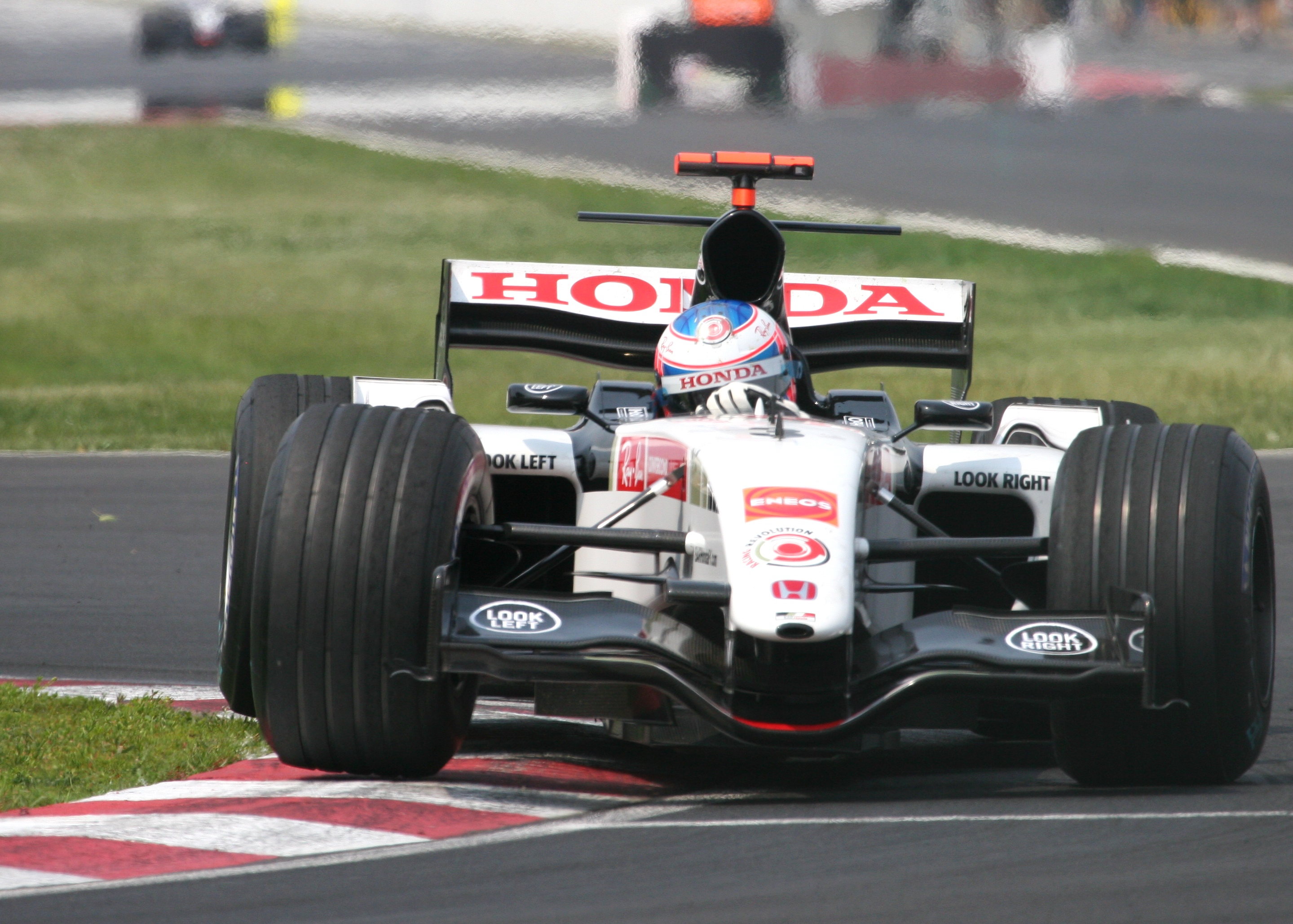
Баттон пилотирует BAR 007 в Канаде 2005 года, где он стал обладателем второго поула.

Незавидным образом начался сезон 2005 года. На Гран-при Сан-Марино команда была дисквалифицирована. Глава технической группы FIA Джо Бауэр обнаружил дополнительный резервуар в топливном баке, позволявший весить болиду больше необходимого минимума, несмотря на то что в ходе гонки машина весила легче и не соответствовала регламенту.
Нарушение правил привело к запрету на выступление в двух следующих гонках, которое позволило Баттону дебютировать в качестве комментатора на канале ITV Sport в Монако.
Баттон завоевал вторую поул-позицию в Монреале.
Однако, он плохо стартовал и врезался в «стену чемпионов» на 46 круге, находясь на третьей позиции.
Несмотря на то, что за первую половину сезона он не смог набрать очков, положение дел улучшилось в конце сезона. После финиша на четвёртой позиции во Франции Баттону досталось второе место на старте (после штрафа Кими Райкконена) домашнего Гран-при в Сильверстоуне.
Но он слабо провёл старт и вкупе с плохим темпом финишировал лишь пятым.
Баттон с завидным постоянством показывал хорошие результаты в Хоккенхайме, и 2005 год не стал исключением. Он квалифицировался вторым на Гран-при Германии и финишировал третьим, впервые в сезоне попав на подиум.
В 2005 Баттон снова стал предметом контрактного конфликта. 21 сентября 2005 года команда BAR подтвердила, что Баттон проведёт с ними сезон 2006 года (выкупив контракт у Williams за 30 миллионов долларов) и станет партнёром экс-пилота Ferrari Рубенса Баррикелло.

#### 2006—2008: Honda

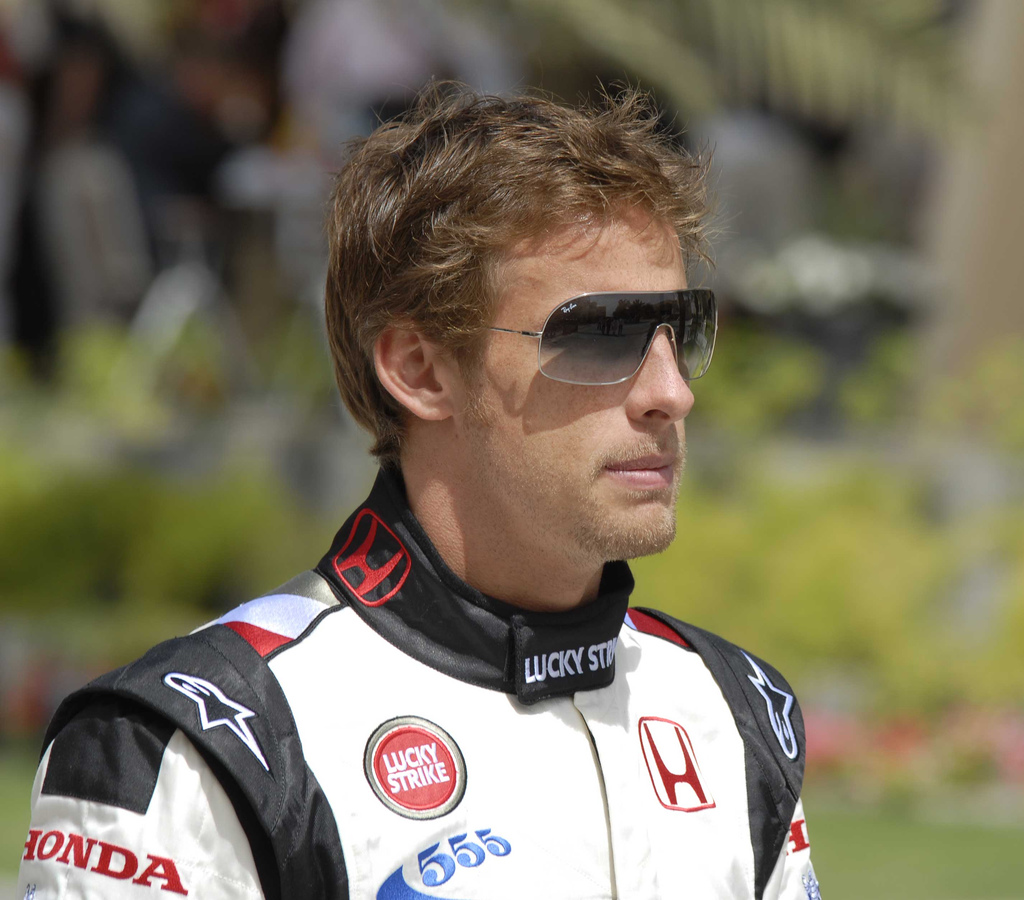
Баттон на Гран-при Бахрейна 2006 года.

В октябре 2005 команда BAR—Honda была выкуплена концерном Honda и стала полностью заводской командой, сменив название на Honda Racing F1 Team.
В сезоне 2006 года были взлёты и падения — Баттон невыразительно провёл домашний Гран-при, но одержал первую для себя победу в Венгрии.
Первая часть сезона оказалась трудной: на первом этапе он заработал пять очков за четвёртое место и финишировал на подиуме в Малайзии.
В Австралии он взял свой третий поул, но в первом повороте его обошли Фернандо Алонсо и Кими Райкконен. После ухода с трассы автомобиля безопасности он шёл пятым, пока его двигатель не взорвался в последнем повороте последнего круга.
Британец остановился неподалёку от финишной черты чтобы избежать штрафа за смену мотора.
На своей домашней гонке в Сильверстоуне он квалифицировался девятнадцатым из-за потери времени на взвешивании болида, а команда не смогла вовремя возвратить его на трассу.
Гонка также прошла не самым удачным образом для британца, его развернуло в восьмом повороте из-за утечки масла из двигателя.

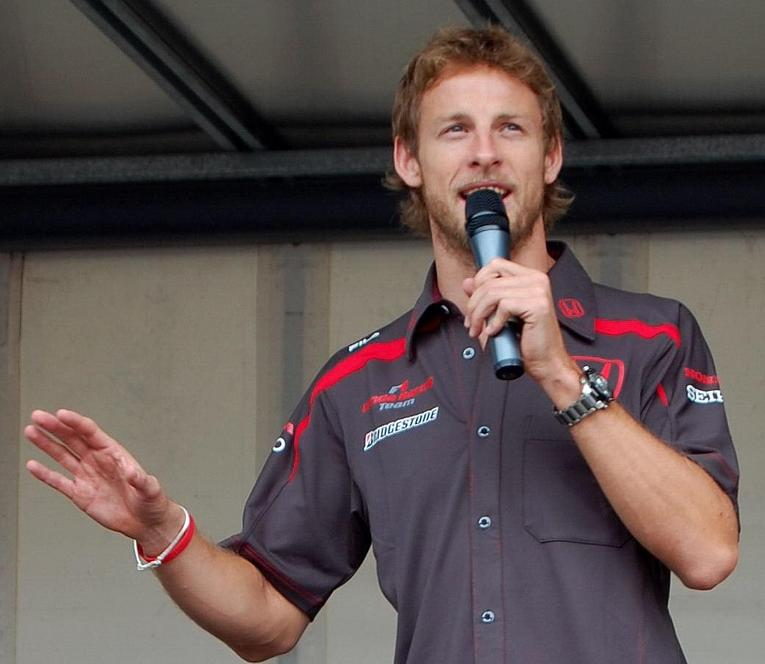
Баттон на дне открытых дверей Honda в 2007 году.

На Гран-при Канады 2006 года Баттон впервые со времён этапа в Имоле превзошёл напарника в квалификации, но финишировал лишь девятым, в шаге от очковой зоны.
Гран-при США завершился сходом для Баттона из-за повреждений болида, полученных в завале в первом повороте, а на Гран-при Франции он сошёл из-за отказа двигателя.
На Гран-при Германии Баттон снова задержался на взвешивание болида, но смог квалифицироваться четвёртым.
Большую часть гонки Баттон шёл третьим, но в итоге финишировал четвёртым.

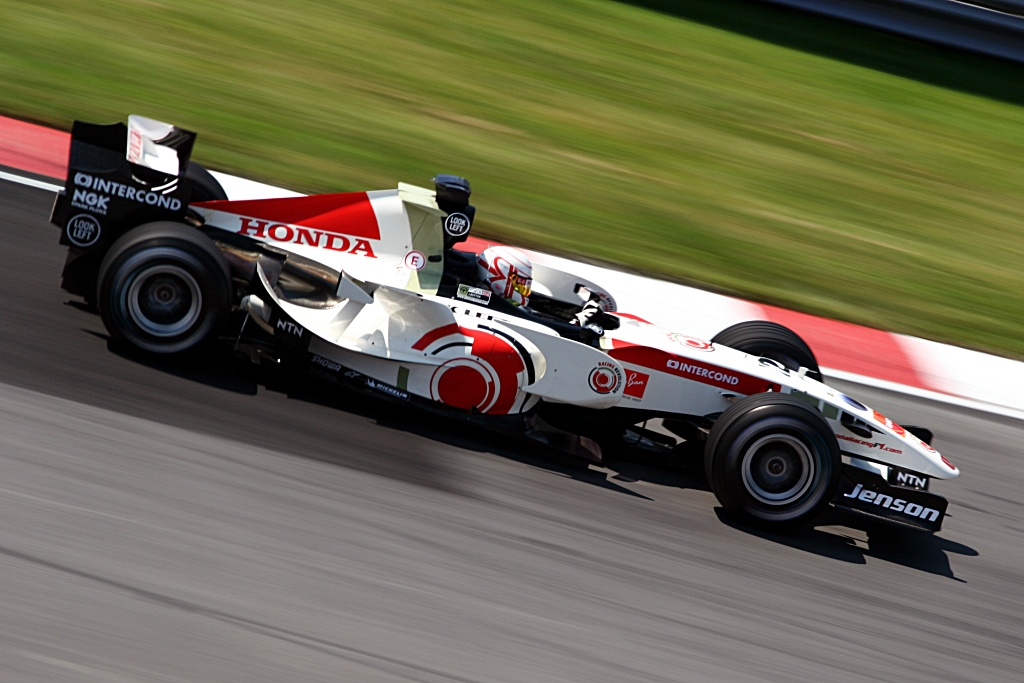
Баттон, опередивший в квалификации напарника Рубенса Баррикелло, на Гран-при Канады 2006 года.

Баттон одержал свою первую в карьере победу в 2006 на хаотичном Гран-при Венгрии — которое стало 113-м в карьере британца.
Он стартовал четырнадцатым после потери десяти позиций за смену мотора.
Гонка оказалась во власти сильного ливня. Большинство пилотов Баттон прошёл на первых кругах — включая претендента на титул Михаэля Шумахера. И к десятому кругу британец шёл на четвёртой позиции. После сходов лидировавших Кими Райкконена и Фернандо Алонсо он одержал победу в гонке, опередив на 40 секунд Педро де ла Росу и Ника Хайдфельда. В момент схода Алонсо был позади Баттона на трассе, хотя Баттону оставалось совершить ещё один пит-стоп.
Баттон превзошёл рекорд Найджела Мэнселла, который в 1989 году победил на Хунгароринге, стартовав двенадцатым. Баттон стал первым британским победителем со времён Дэвида Култхарда на Гран-при Австралии 2003 года, а также первым англичанином со времён Джонни Херберта, выигравшего Гран-при Европы 1999 года. Он стал вторым пилотом после Райкконена, кому удавалось выиграть гонку несмотря на штраф за смену мотора. В 2007 году на церемонии «British Academy Television Awards» за трансляцию первой победы Баттона на Гран-при Венгрии 2006 года канал ITV1 получил премию BAFTA в номинации «Лучшая спортивная передача».
В оставшихся четырёх гонках Баттон финишировал четвёртым или пятым, а сезон он завершил на подиуме Гран-при Бразилии. За последние шесть гонок сезона Баттон заработал 35 очков — больше чем у любого другого пилота.
Это позволило британцу завершить сезон шестым.

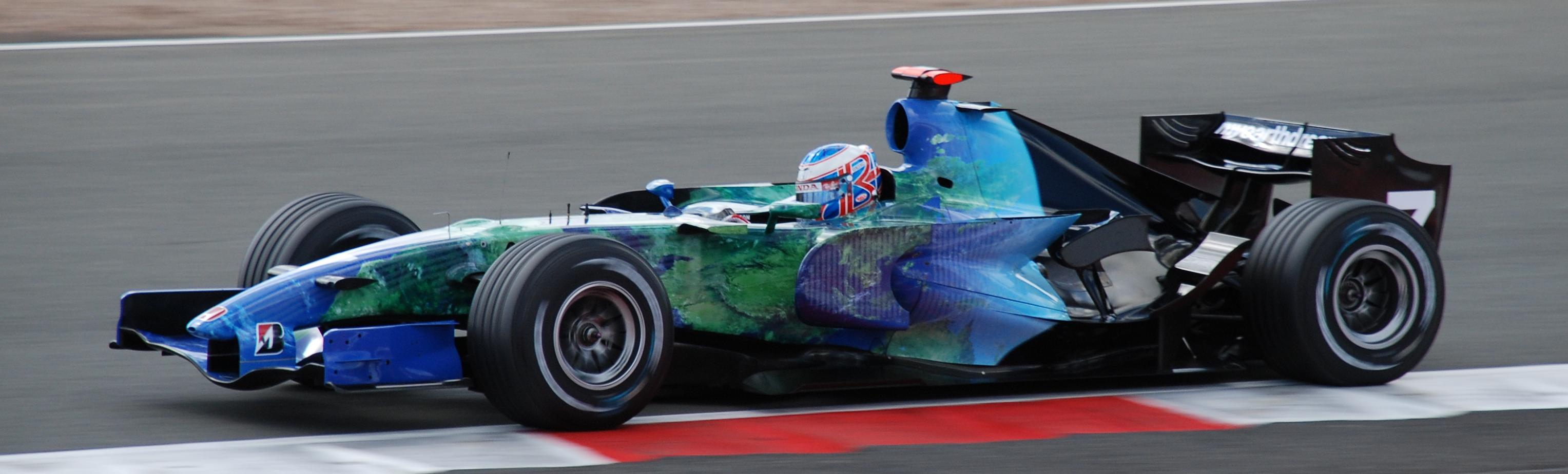
Баттон управляет Honda RA107 на домашнем Гран-при 2007 года.

В 2007 продолжил выступления за команду Honda Racing F1 вместе с Рубенсом Баррикелло. Баттону пришлось пропустить часть зимних тестов вплоть до начала 2007 года из-за микротрещин двух ребёр, полученных из-за аварии на карте в Мотеге в конце 2006 года.
Бывший чемпион мира Деймон Хилл высказал сомнение насчёт надежды Баттона сразиться за титул при помощи Honda в предстоящем сезоне, заявив: «Чтобы изменить ситуацию, нужно искать команду, способную построить достойную машину, а не ждать чуда от Honda…» Алан Генри написал превью сезона 2007 года в газете The Guardian, в котором говорилось: «Баттон выиграет ещё две гонки, но он не претендент на титул». Он оказался не прав.
В первой гонке сезона (Гран-при Австралии) Баттон смог обеспечить в квалификации лишь четырнадцатое место из-за проблем с управляемостью болида.
Гонка прошла не лучше, поскольку Баттон столкнулся с избыточной поворачиваемостью, а также получил штраф за превышение скорости на пит-лейн и финишировал пятнадцатым.
В следующих двух гонках в Малайзии и Бахрейне его невезение продолжилось, Баттон финишировал двенадцатым в Малайзии, а в Бахрейне он не смог проехать и круга, врезавшись в болид Red Bull Racing Дэвида Култхарда в первом повороте.
На Гран-при Франции Баттон финишировал восьмым, добыв первое очко для Honda в сезоне.
А после Гран-при Великобритании было объявлено, что он останется в Honda в 2008 году.

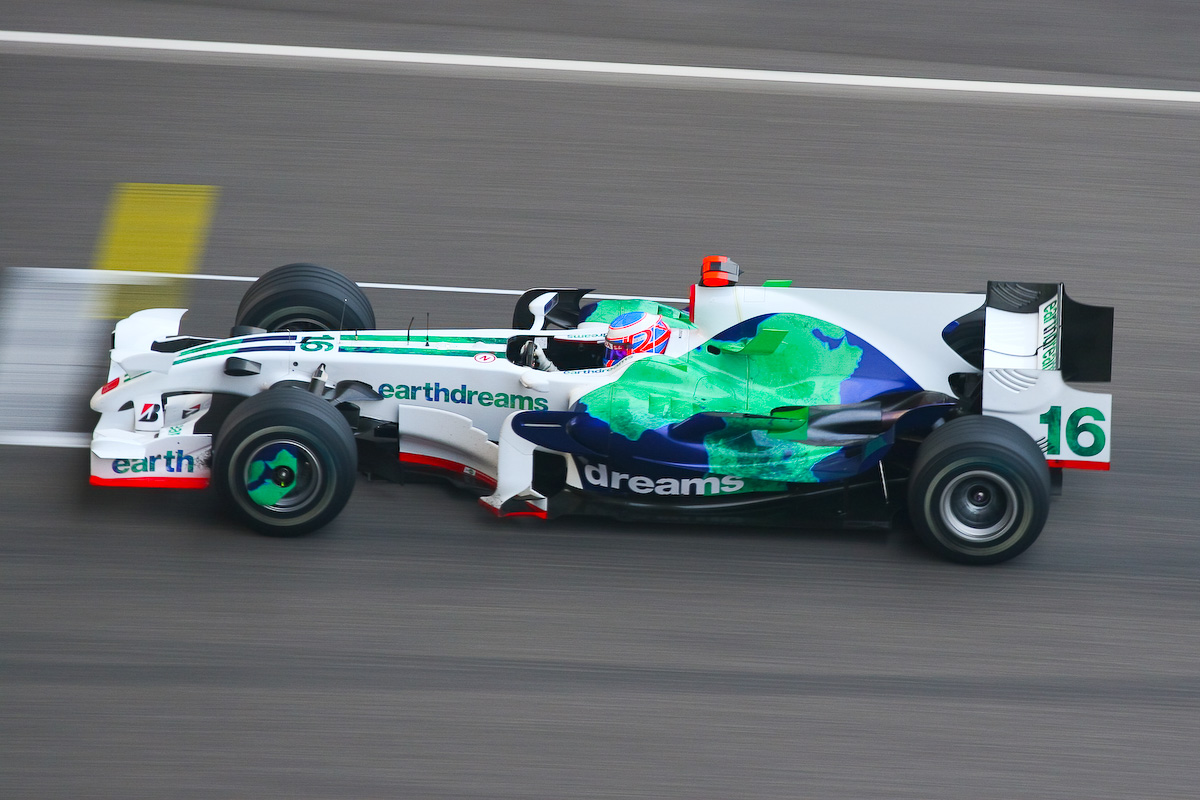
Honda RA108 Дженсона Баттона на Гран-при Китая 2008 года.

Поскольку место Баттона в качестве главной надежды Великобритании в Формуле-1 фактически было отобрано Льюисом Хэмилтоном, чемпион мира 1992 года Найджел Мэнселл подверг критике Баттона, заявив: «Баттону нужно было больше выигрывать, пока была такая возможность, а сегодня ему просто нравится привычный образ жизни, вечеринки. Увы, он уже не добьётся того, чего мог бы добиться».
Руководитель команды Honda Ник Фрай парировал Мэнселлу, заявив: «Я готов опровергнуть всё, что сказал Найджел, а по поводу вечеринок у него устаревшая информация, сведения пятилетней давности».
Баттон не скрывал своего разочарования по его нынешнему положению; он описывал свой сезон как «полный провал».
Дженсон Баттон остался в команде Honda в сезоне-2008 и продолжил сотрудничество с Рубенсом Баррикелло. Шасси Honda RA108 было ненамного лучше и британец заработал свои единственные очки, благодаря шестому месту на Гран-при Испании, но не смог финишировать из-за вылета в повороте Bridge перед «родными трибунами» в дождливом Гран-при Великобритании, в то время как его напарник финишировал на подиуме.
5 декабря 2008 года Honda объявила об уходе из чемпионата из-за мирового экономического кризиса. Шансы на участие британца в сезоне 2009 года зависели от покупки команды.

#### 2009: Brawn GP

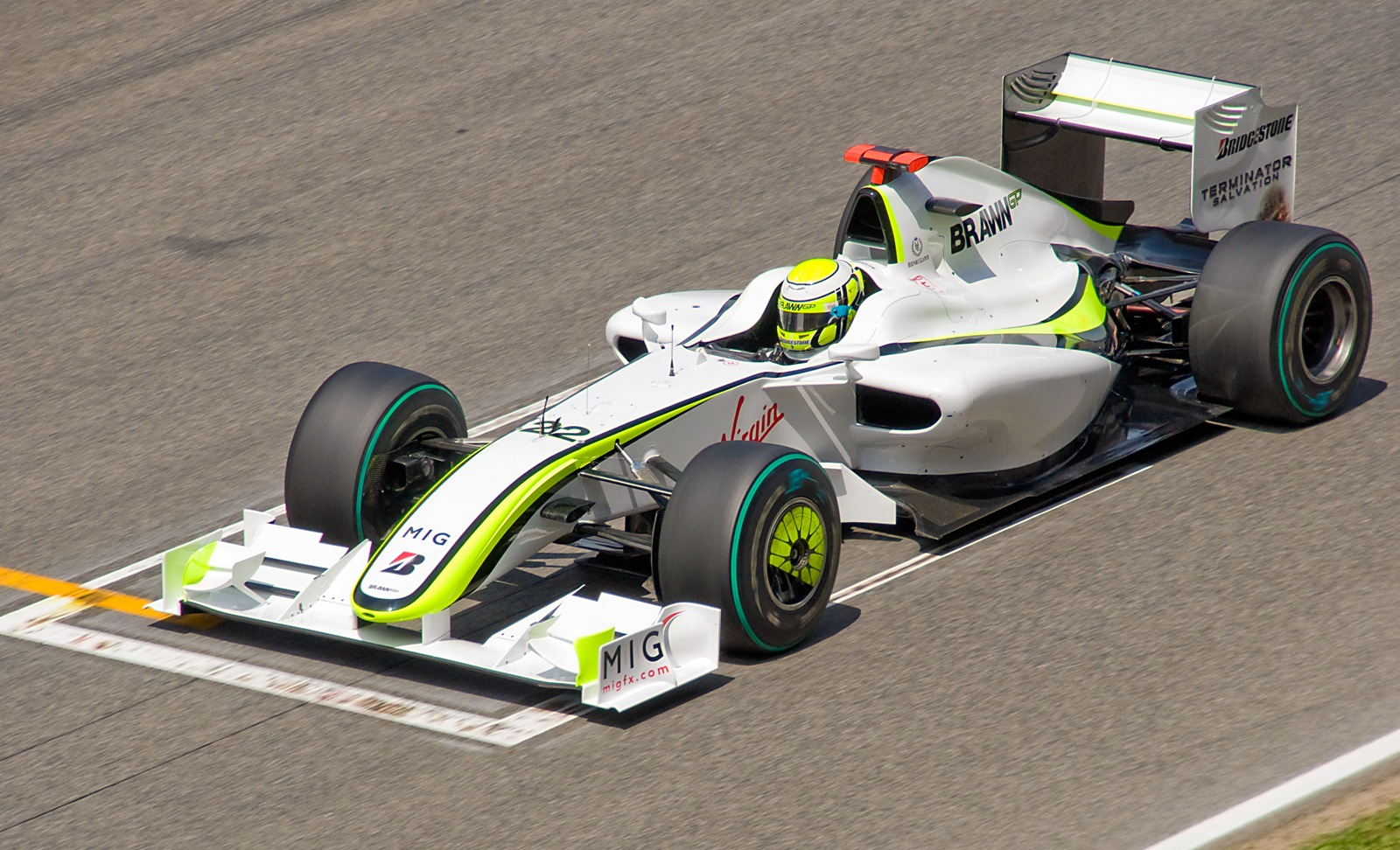
Баттон лидирует на Гран-при Испании 2009 года.

5 марта 2009 года было объявлено о том что команда Honda, которая была выкуплена Россом Брауном, предыдущим руководителем Honda Racing F1, станет называться Brawn GP. Баттон и Рубенс Баррикелло были подтверждены в качестве основных пилотов команды в сезоне-2009.
Баттон взял поул на Гран-при Австралии, первый для команды и четвёртый в карьере, а его напарник стартовал вместе с ним с первого стартового ряда.
Баттон впервые лидировал от старта до финиша, опередил напарника и команда впервые с 1954 года в дебютной гонке финишировала дублем.
Спустя неделю он обеспечил себе второй поул и победу подряд на Гран-при Малайзии, впервые в карьере установил быстрейший круг гонки, для того чтобы опередить обошедших его на старте Ярно Трулли и Нико Росберга в ходе первых дозаправок. Гонка была остановлена из-за ливня, а поскольку было пройдено меньше 75 % дистанции гонки, была начислена лишь половина очков.
В этой гонке Баттон впервые стал обладателем хет-трика (поул, победа и быстрый круг).
На дождливом Гран-при Китая Баттон финишировал третьим позади пилотов Red Bull Себастьяна Феттеля и Марка Уэббера.
Баттон выиграл четвёртую гонку сезона — Гран-при Бахрейна, стартовав четвёртым, опередив Феттеля и Трулли, который стартовал с поула; это был первый раз в сезоне, когда он увидел отмашку клетчатым флагом на гоночной скорости.
После заседания Всемирного совета по автоспорту, который подтвердил планы по снижению бюджетов команд в 2010 году, Баттон был одним из первых кто поддержал эту идею.
После первых обновлений болида версии 2009 года в Барселоне Баттон снова взял поул, несмотря на то что он жаловался на баланс шасси.
Он выиграл свою четвёртую гонку, одним из факторов победы стал переход напарника на тактику трёх пит-стопов, который лидировал, но после пит-стопа оказался позади.

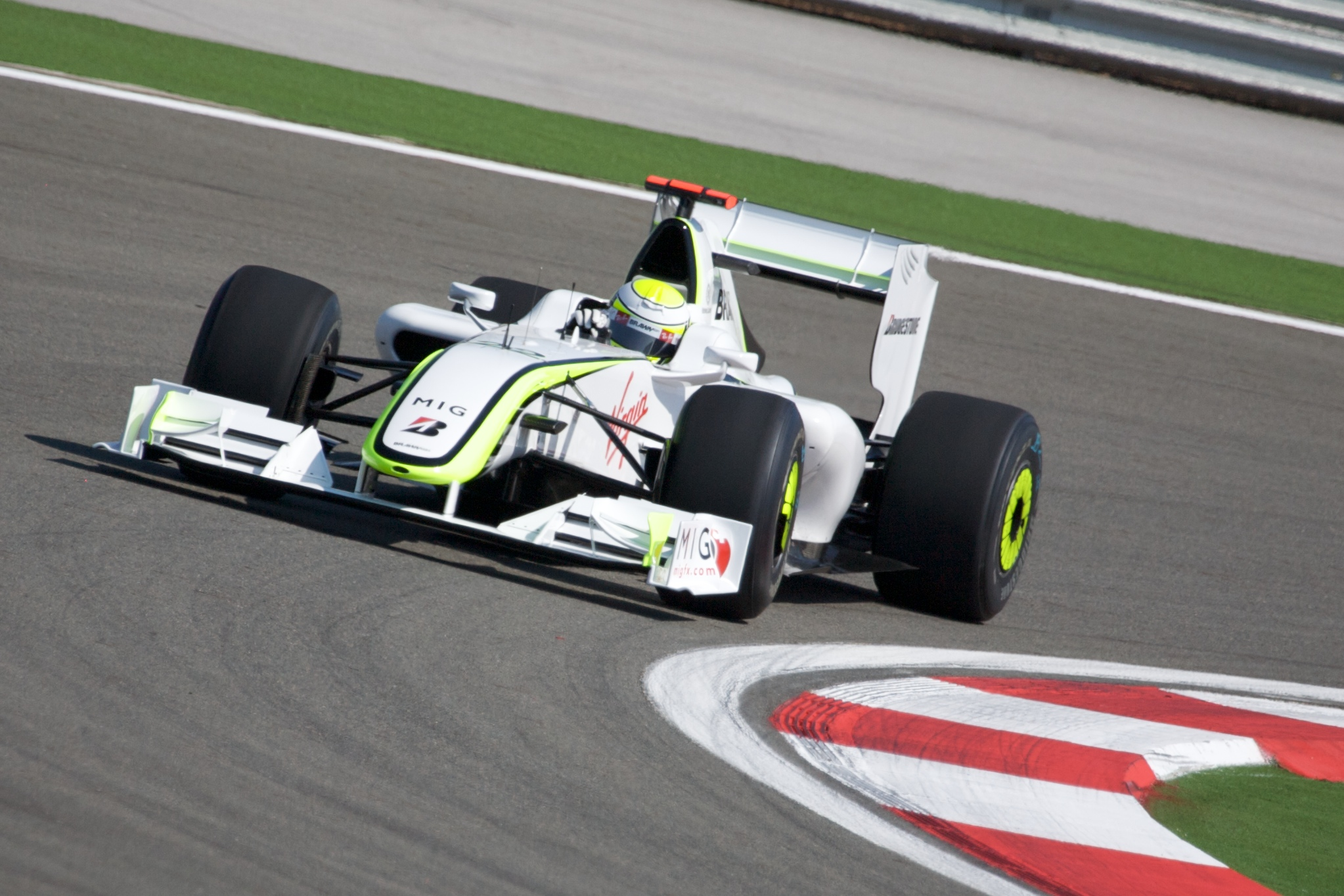
Баттон на Гран-при Турции 2009 года.

На Гран-при Монако Баттон четвёртый раз в сезоне завоевал поул-позицию и в первый раз на улицах княжества.
Также у Баттона была вторая по тяжести машина в первой восьмёрке после Баррикелло, так же как и в Австралии.
Британец выиграл гонку у напарника и впервые у него было три победы подряд, а для команды Brawn дубль стал третьим. Баттон хорошо провёл старт гонки и создал комфортный отрыв на первом отрезке, поскольку сцепление его мягких покрышек было лучшим чем у Баррикелло.
На Гран-при Турции Баттон квалифицировался вторым, позади Феттеля, но впереди напарника Баррикелло. Несмотря на то что британец выглядел неконкурентоспособным на пятничных практиках, в квалификации он оживился, а в гонке добился значительных успехов. На первом круге Баттон опередил Феттеля, поскольку тот сделал ошибку и британец проехал мимо него. Феттель, благодаря меньшему количеству топлива, смог подобраться к Баттону, но в итоге так и не смог совершить обгон. Стратегия двух пит-стопов оказалась более эффективной чем стратегия трёх пит-стопов у Феттеля. Баттон выиграл шестую гонку в сезоне, опередив Уэббера и Феттеля, а Баррикелло стал первым пилотом Brawn, который не смог проехать дистанцию гонки, сойдя на 47-м круге из-за проблем с подвеской.

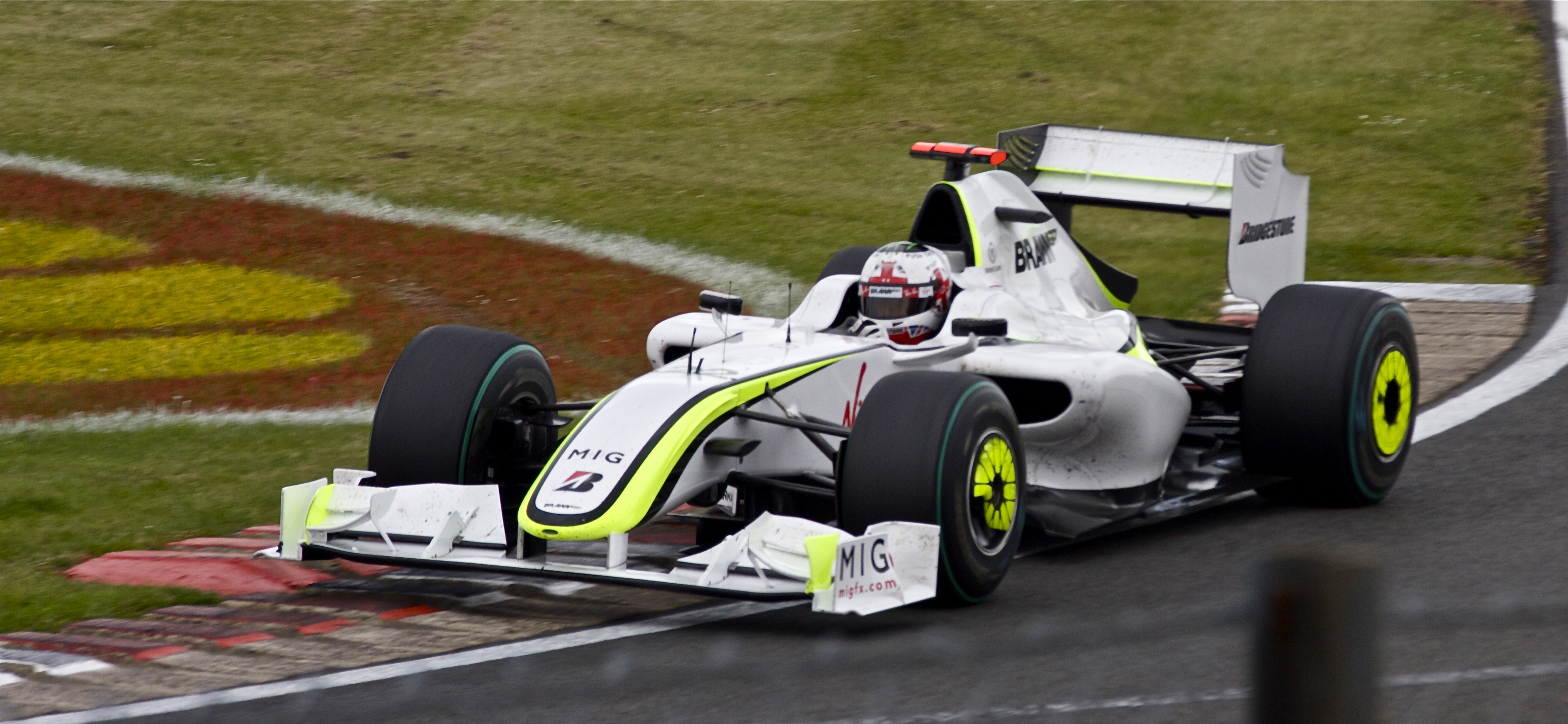
Brawn BGP 001 Баттона атакует поребрик на его домашнем Гран-при.

В Великобритании Баттон не смог оправдать надежды соотечественников на победу. Уик-энд оказался очень разочаровывающим. Он проиграл квалификацию напарнику, стартовав шестым. После квалификации Баттон сослался на внезапный приказ с командного мостика, который по словам гонщика отвлёк его и на этом было потеряно время.
Но проблемы Баттона на этом не закончились, он покинул первый поворот Copse лишь девятым. Он сумел возвратиться на шестое место, и в конце гонки его темп был лучше чем у шедших перед ним Фелипе Массы и Нико Росберга. К финишу ему удалось сократить разрыв до трёх десятых секунды, а от занявшего третье место Рубенса Баррикелло он отстал на пять секунд.

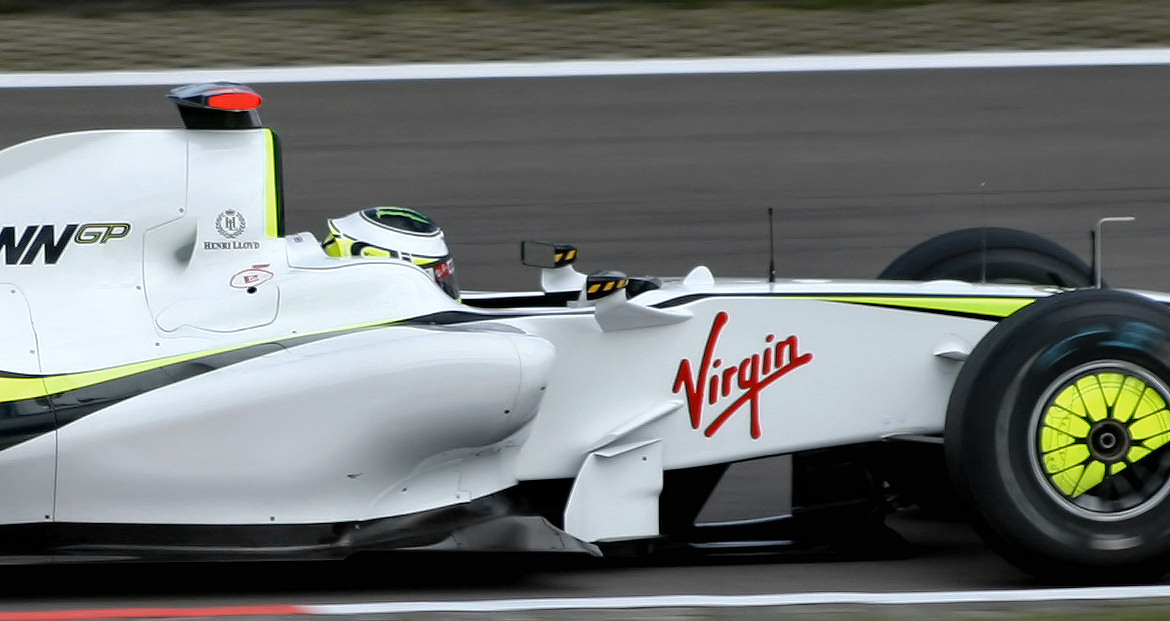
Дженсон Баттон на Гран-при Германии 2009 года.

Не самым удачным для Баттона стал Гран-при Германии, на котором Баттон хоть и квалифицировался третьим позади напарника Рубенса Баррикелло, но с меньшим количеством топлива чем у Баррикелло и пилотов Red Bull.
В гонке же у британца были проблемы с гранулированием и износом шин.
Баттон финишировал пятым, а его отрыв от Себастьяна Феттеля сократился до 21 очка.

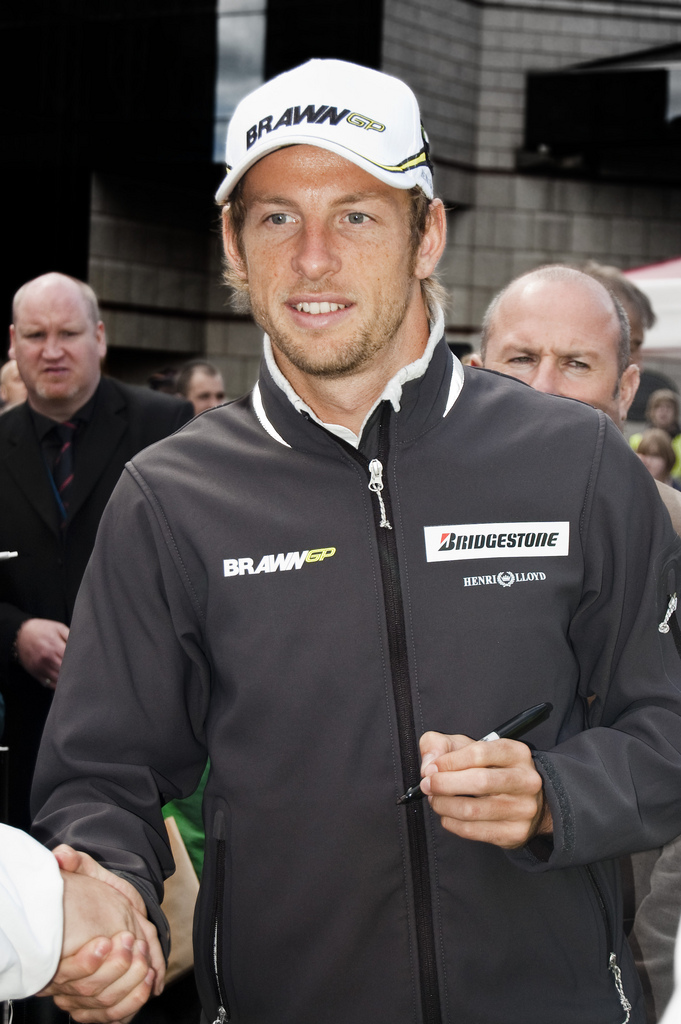
Дженсон Баттон раздаёт автографы в Бирмингеме.

Ожидалось, что команда покажет хорошие результаты на Гран-при Венгрии, поскольку болид Brawn BGP 001 получил обновления и, обычно, лучше ехал в жарких условиях.
Однако, во второй части квалификации от болида Баррикелло отлетел элемент подвески (что стало причиной страшной аварии Фелипе Массы), что заставило команду большую часть третьего квалификационного сегмента проверять машину Баттона. У Баттона осталось время лишь на один квалификационный круг, который принёс ему худшее в сезоне восьмое место на старте.
В гонке британец столкнулся с быстрым разрушением шин и финишировал седьмым.
Баттон столкнулся с трудностями на квалификации Гран-при Бельгии и впервые в сезоне не смог пройти в третью часть квалификации.
На первом круге гонки дебютант Ромен Грожан врезался в Баттона, развернув его болид. В этом хаосе Хэмилтон и другой дебютант Хайме Альгерсуари пытались избежать столкновения, но они зацепили их болиды, а Грожан снова столкнулся с Баттоном. В итоге все четыре машины не смогли продолжить участие в гонке. Для Баттона этот сход стал первым в сезоне и это сократило его преимущество над пришедшим седьмым Баррикелло до 16 очков.
Баттон смог улучшить свои результаты в Монце; он квалифицировался шестым, позади Баррикелло, но в гонке он смог продвинуться до второго места, позади напарника, что дало команде Brawn GP ещё один дубль.
На ночном Гран-при Сингапура Баттон первоначально квалифицировался двенадцатым, но продвинулся на одиннадцатое место на старте, после штрафа Ника Хайдфельда за недовес болида в квалификации.
Баррикелло стартовал девятым из-за штрафа за замену коробки передач.
Баттон предпочёл начать гонку на более тяжёлом болиде и провёл большую её часть позади напарника и Хейкки Ковалайнена до серии быстрых кругов перед своим вторым пит-стопом, которая позволила «перепрыгнуть» оба болида после пит-стопа. На последнем отрезке гонки Баттон смог нарастить темп и приблизился к шедшему четвёртым Феттелю на дистанцию атаки, но сильно изношенные тормоза заставили его сбавить скорость и он приехал пятым. Шестое место Баррикелло означало, что Баттон укрепил своё лидирование в чемпионате до пятнадцати очков за три гонки до конца сезона.

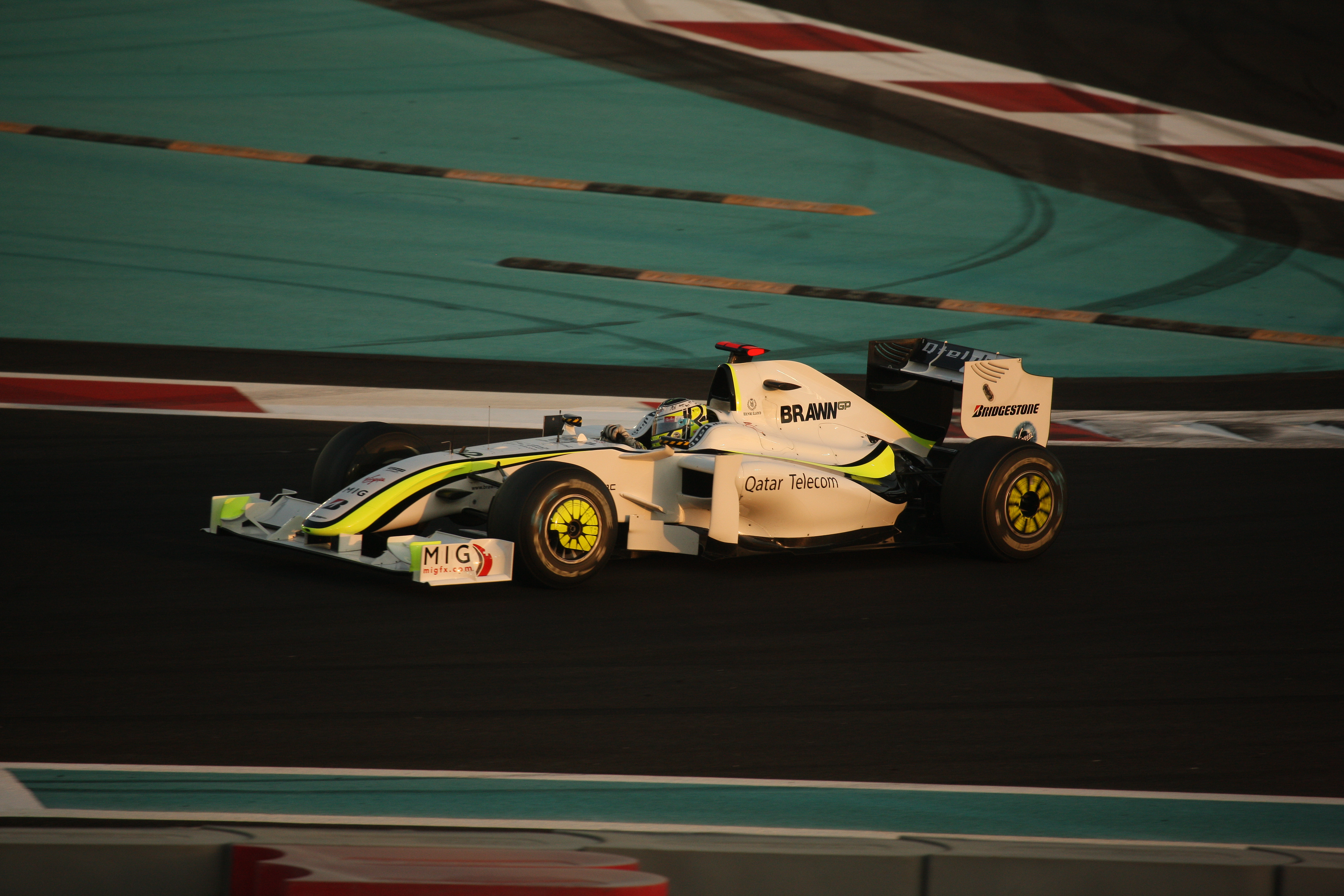
Баттон в последней гонке сезона — Гран-при Абу-Даби.

Спустя неделю в Японии он квалифицировался седьмым, но вместе с напарником, Фернандо Алонсо, Себастьеном Буэми и Адрианом Сутилем был оштрафован за превышение скорости в зоне действия жёлтых флагов; и в итоге он стартовал десятым, а в гонке финишировал восьмым, позади Баррикелло.
На квалификации Гран-при Бразилии Баттону помешал неправильный выбор резины в сырых условиях и он смог заработать лишь четырнадцатое место.
Его шансы на титул повысились поскольку Феттель стартовал шестнадцатым, а его напарник и ближайший соперник Баррикелло с поул-позиции.
В гонке Баттон отыграл пять позиций, благодаря завалу на первом круге и к седьмому кругу прорвался на седьмое место. А на финиш он приехал пятым и получил за это четыре очка, которых хватило для досрочного завоевания чемпионского титула, а команде для Кубка конструкторов.
На заключительной гонке сезона в Абу-Даби на новой трассе Яс Марина Баттон квалифицировался пятым, снова позади напарника, но в ходе гонки, благодаря сходу Льюиса Хэмилтона, британец смог подняться на подиум.
Со 169 стартами Баттон стал вторым по наибольшему количеству стартов до чемпионского титула. Только Найджел Мэнселл со 176 стартами на Гран-при Венгрии 1992 года, проехал больше гонок чем Баттон, прежде чем стал чемпионом мира.

#### 2010—2016: McLaren

##### Сезон 2010

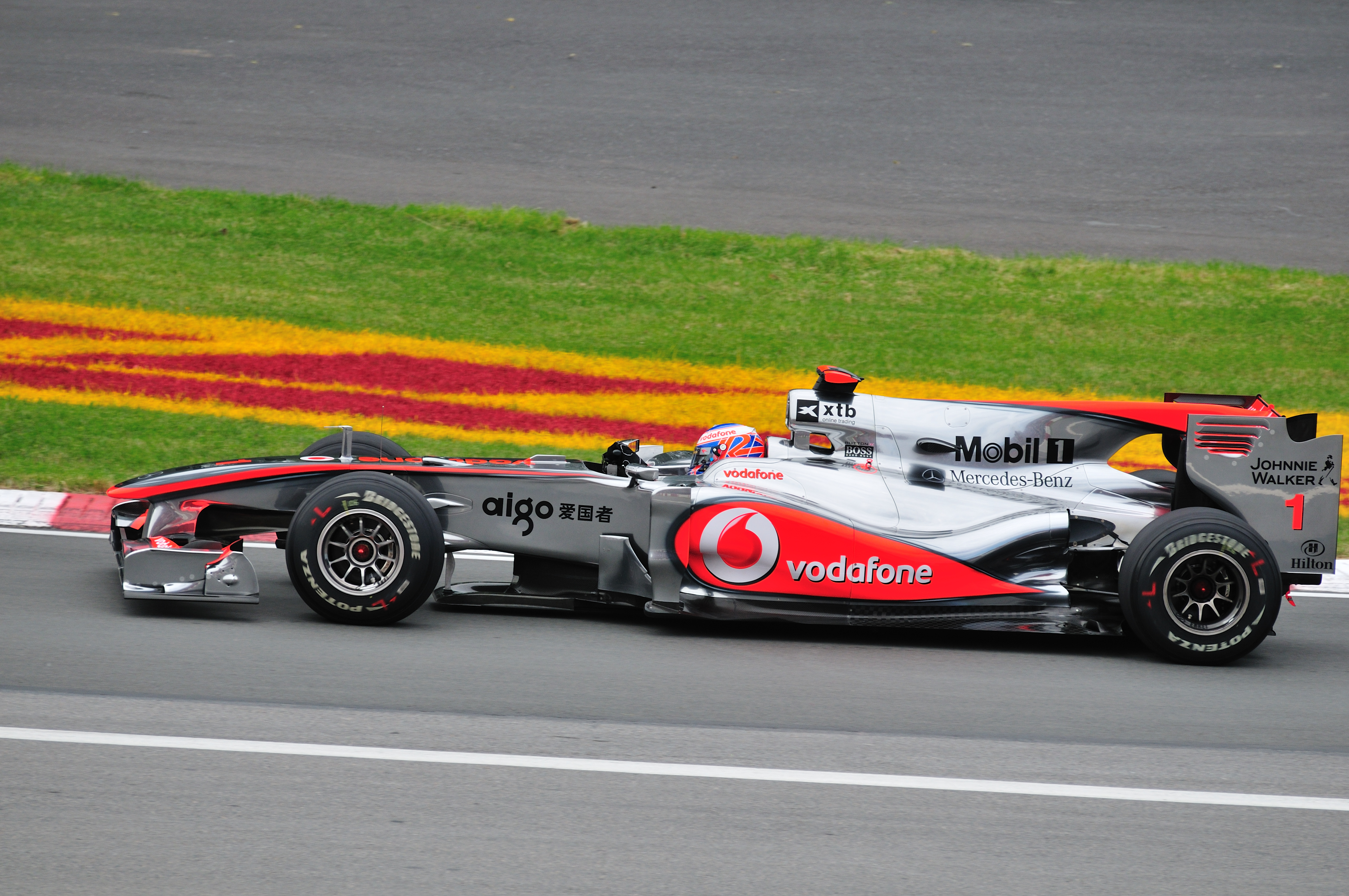
Баттон за рулём McLaren MP4-25 на Гран-при Канады 2010 года.

После продажи команды Brawn концерну Mercedes, 18 ноября 2009 года Баттон объявил об уходе из команды в команду-обладательницу восьми кубков конструкторов — Vodafone McLaren-Mercedes для выступлений в сезоне 2010 года.
Как сообщается, он заключил трёхлетний контракт, и за каждый сезон будет получать шесть миллионов долларов, а его напарником будет чемпион 2008 года Льюис Хэмилтон. В интервью BBC Баттон сообщил, что перешёл в McLaren, потому что ищет новый вызов, несмотря на то, что команда Brawn GP предлагала больше денег, он хотел больше мотивации и борьбы с Льюисом Хэмилтоном.
После финиша на седьмой позиции на открывающей сезон гонке в Бахрейне, Баттон выиграл вторую гонку сезона в Австралии. Несмотря на столкновение с Фернандо Алонсо и Михаэлем Шумахером в первом повороте, он рискнул и раньше других гонщиков перешёл на слики. Это решение впоследствии оказалось правильным, его темп был быстрейшим, и он шёл гораздо быстрее тех, кто шёл на промежуточном типе резины. После схода Себастьяна Феттеля из-за проблем с тормозами, лидерство перешло к британцу, и он уверенно доехал до финиша на первой позиции, опередив на двенадцать секунд ближайшего преследователя Роберта Кубицу.
После Гран-при Бразилии Дженсон Баттон потерял возможность стать обладателем чемпионского звания 2010 года.

##### Сезон 2011

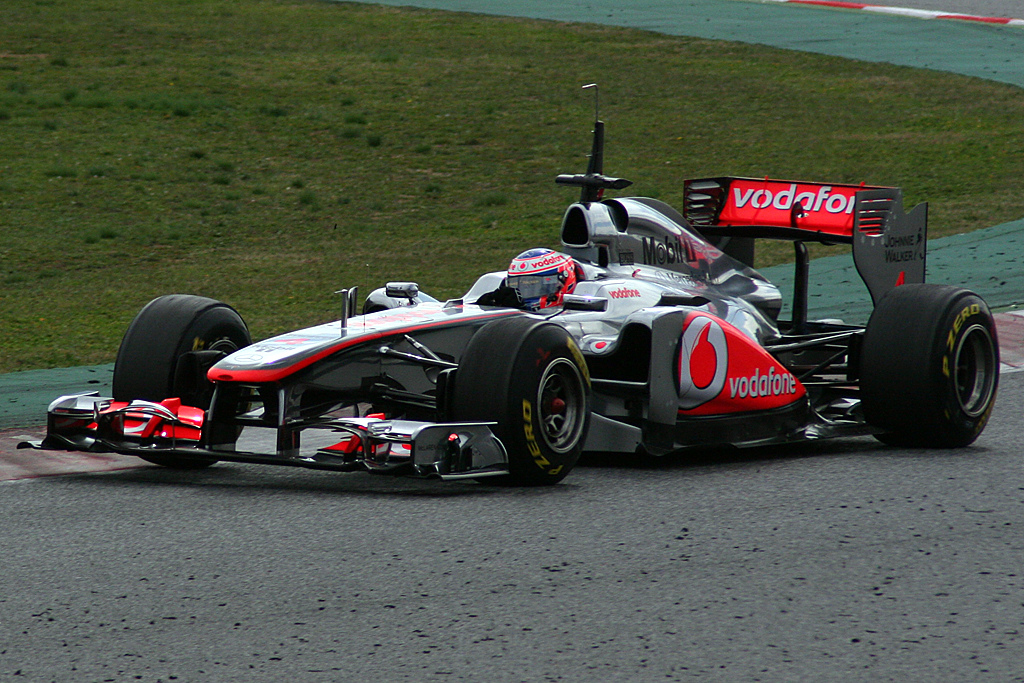
MP4-26 Баттона на тестах в Барселоне.

Из-за беспорядков в Бахрейне первая гонка состоялась в Австралии — на ней он финишировал шестым. Первое попадание на подиум в сезоне было во второй гонке — второе место на Гран-при Малайзии. Два следующих азиатских этапа прошли не так удачно — 4-е и 6-е места в Китае и Турции соответственно. Зато на двух следующих, eвропейских Гран-при, Испании и Монако, проходящих с разницей всего неделю, Баттон занимал нижнюю ступеньку подиума. Первая победа в году состоялась в Канаде, где Дженсон смог выиграть, находясь в определённый момент гонки на последнем месте и шесть раз (больше всех) сменив резину. После этой гонки Дженсон поднялся в личном зачёте чемпионата на второе место. Эта гонка стала его сотым финишем в очковой зоне, и по этому показателю он сравнялся с Нельсоном Пике.

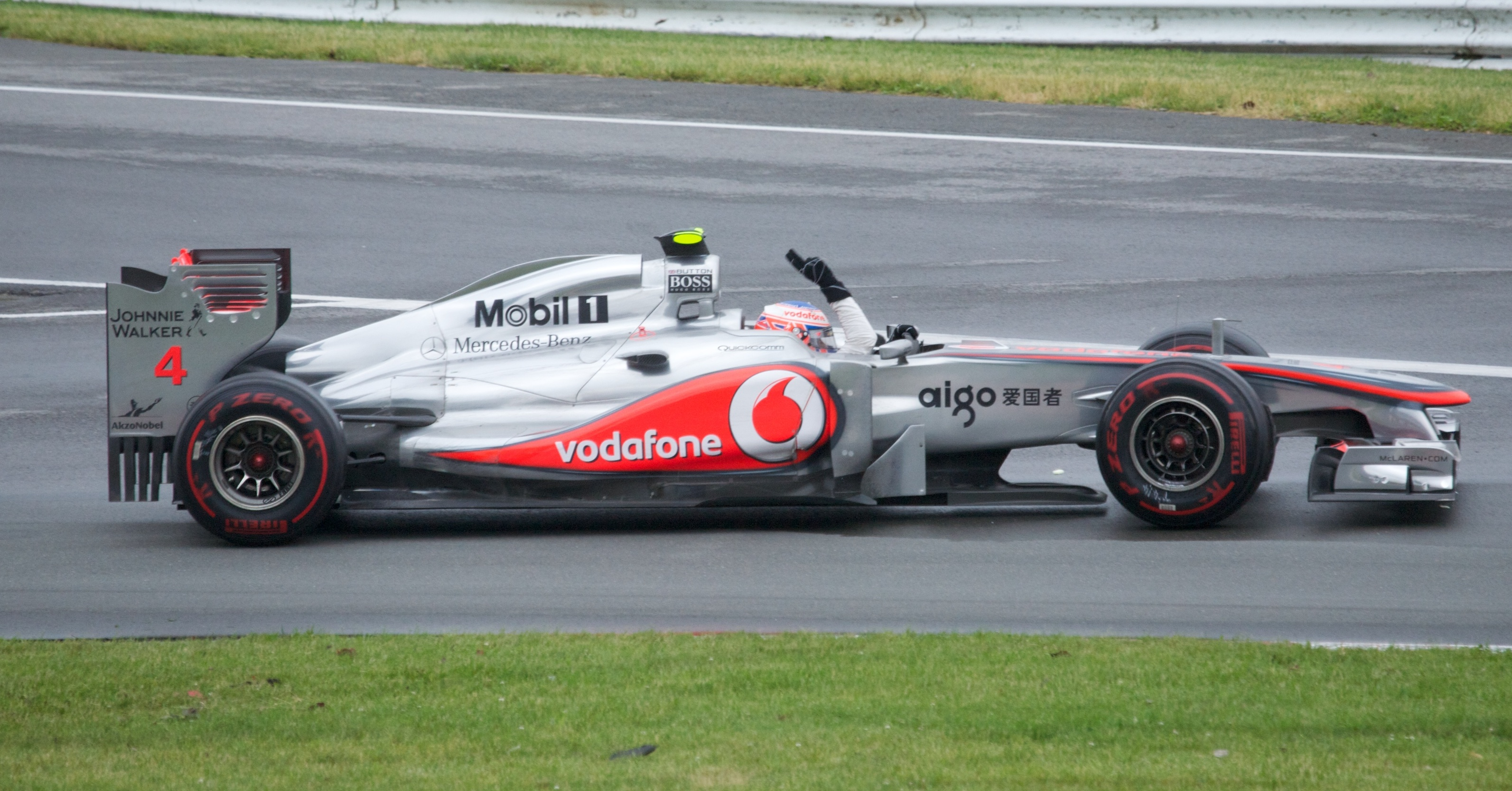
Дженсон Баттон одерживает невероятную победу в Канаде.

На 26 июня из 27 проведённых за команду из Уокинга гонок, Дженсон не попадал в очки только на трёх (два схода и одно 12-е место). После двух сходов по техническим причинам (незакрученная гайка колеса в Англии и отказ гидравлики в Германии) свою двухсотую гонку Баттон выиграл в Венгрии, повторив свой успех пятилетней давности. После этого из-за ошибки команды в квалификации на Гран-при Бельгии стартовал лишь из второй десятки, но блестяще провёл гонку и вышел на 3-е место. Затем последовали два вторых места на Гран-при Италии и Гран-при Сингапура. Причём в Сингапуре, показав незадолго до конца гонки быстрый круг, не дал завоевать Феттелю первый в карьере «Большой шлем». В преддверии Гран-при Японии британец продлил многолетний контракт с британской конюшней. Через две недели Дженсон блестяще выиграл гонку в Судзуке, стартовав со второго места. В гонке какое-то время уверенно лидировал Феттель, а также Масса, Алонсо и даже Шумахер, но начиная с 41 круга (из 53), Дженсон поехал к своей двенадцатой победе, и юбилейному, сороковому подиуму. В четырёх последних гонках Дженсон Баттон лишь один раз не смог подняться на подиум. Сезон завершился на Гран-при Бразилии, где Дженсон стал вице-чемпионом 2011 года и на 43 очка опередил своего напарника Льюиса Хэмилтона. В прошедшем сезоне Баттон 12 раз поднимался на подиум (при двух технических сходах) и это является его личным рекордом.

##### Сезон 2012
Старт нового сезона выдался для него отличным. Баттон стартовал вторым вслед за напарником в первой гонке сезона, однако на старте прошёл его и выиграл гонку — 13-ю в карьере и 3-ю на Альберт-Парке, показав лучший круг. В Сепанге он снова стартовал вторым вслед за напарником, однако в дождевой гонке столкнулся с Нараином Картикеяном из-за чего совершил лишний пит-стоп и финишировал в итоге лишь 14-м. В Китае он квалифицировался шестым, но стартовал пятым, так как его напарник по команде Льюис Хэмилтон был оштрафован на 5 мест за замену коробки передач. В гонке Баттон прорвался на второе место.

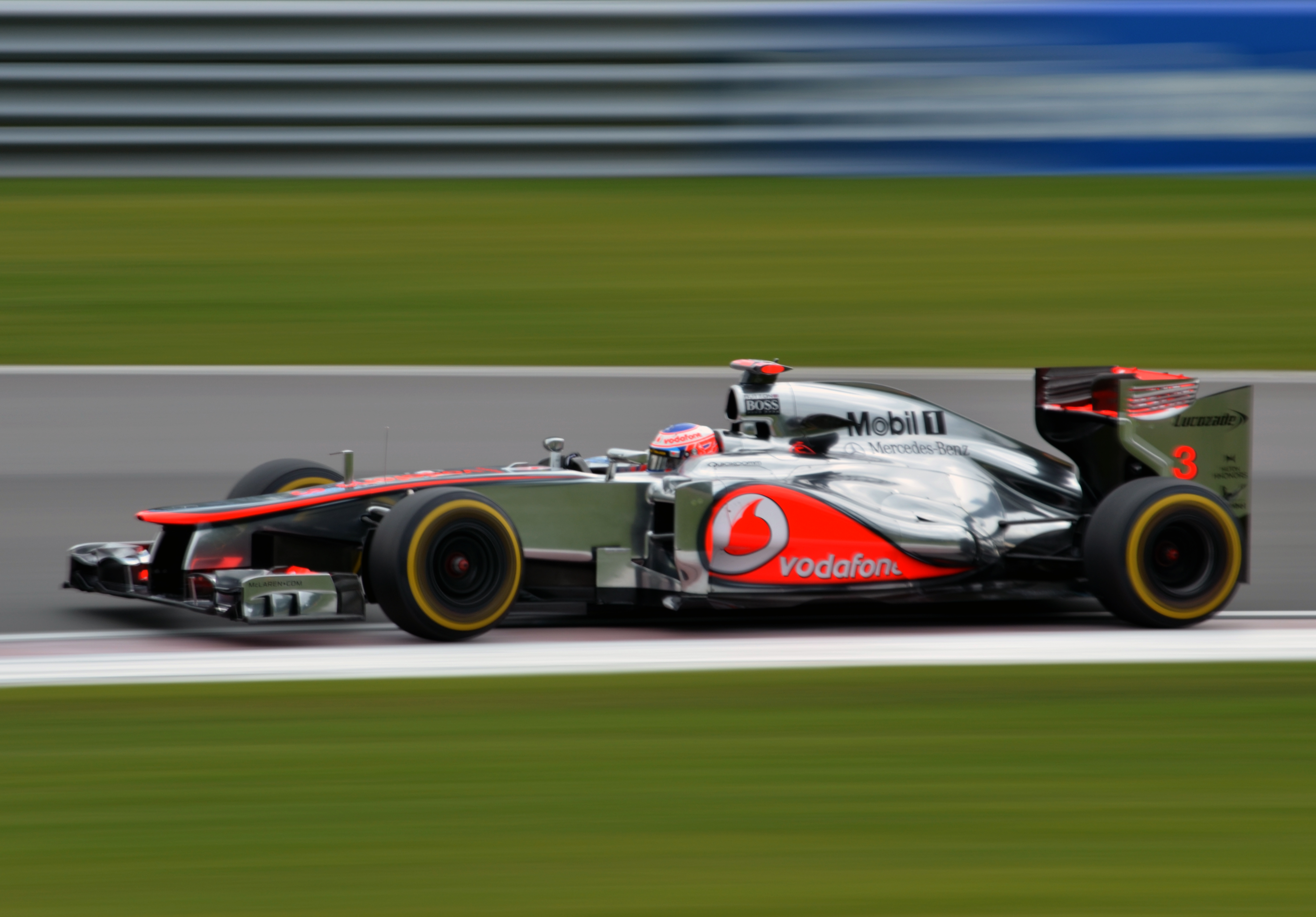
Баттон во время Гран-при Канады 2012 года.

Однако затем для него наступила чёрная полоса. В Бахрейне он стартовал 4-м, но в гонке темп Mclaren был ниже, чем у конкурентов. За 3 круга до финиша он проколол колесо, из-за чего заехал на внеплановый пит-стоп, а на следующем круге и вовсе сошёл из-за проблем с выхлопной системой. В Барселоне он квалифицировался лишь 10-м, из-за дисквалификации напарника стартовал 9-м, там же и финишировал. В Монако он снова плохо квалифицировался (13 место), в гонке после пит-стопа застрял за медленным болидом Caterham Хейкки Ковалайнена. Баттон предпринимал многократные попытки его обгона, но так и не смог его обойти. В итоге — одна из таких попыток привела его болид к развороту, и он был вынужден завершить гонку на 71-м круге.

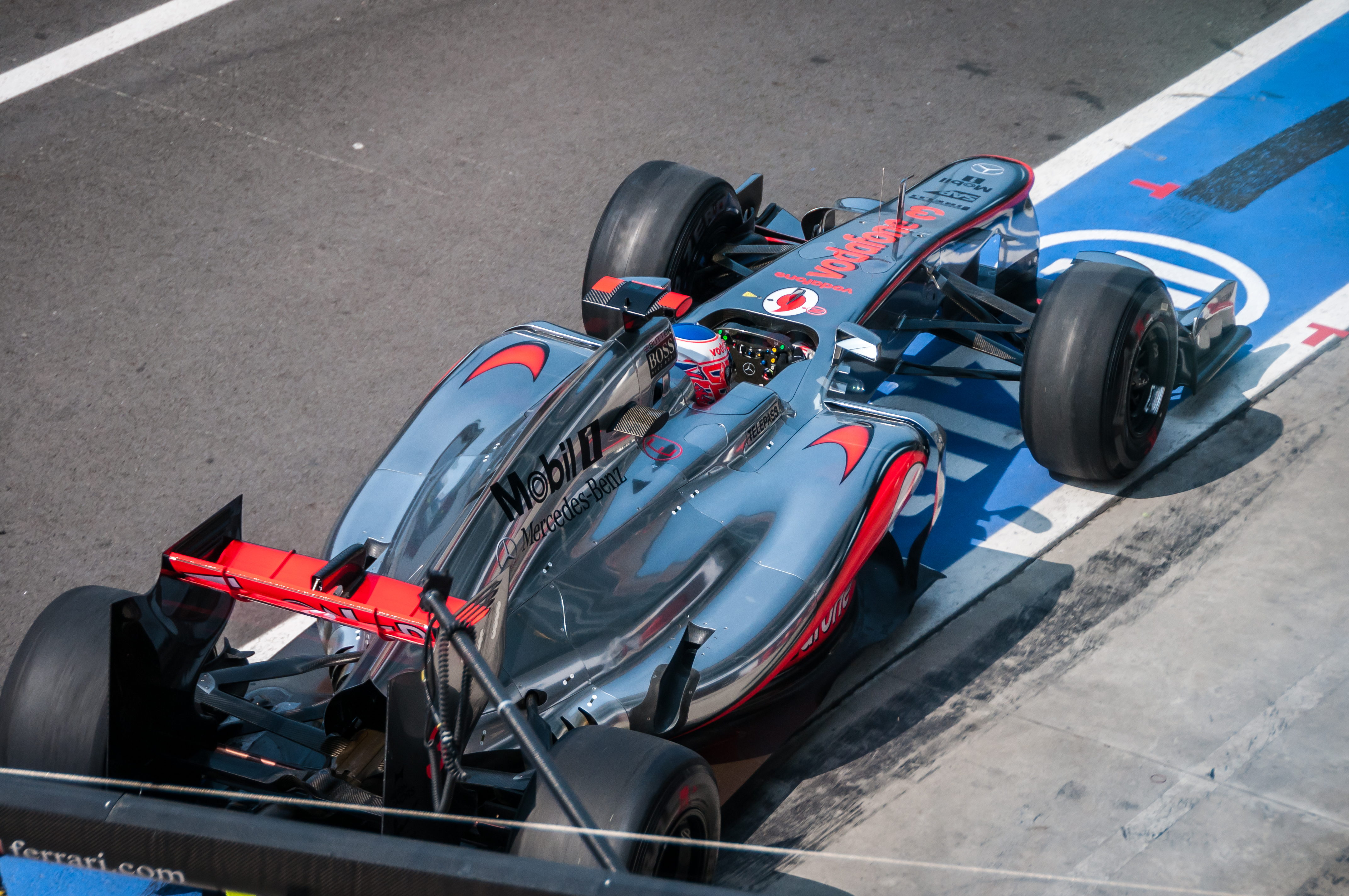
MP4-27 Баттона после пит-стопа в Монце.

Проблемы продолжились и в Канаде. Во время одной из частей свободных заездов из его болида произошла утечка масла. Квалифицировался он 10-м, но в гонке столкнулся с большим износом резины, совершил 3 пит-стопа в отличие от двух у большинства пелотона, что вкупе с плохим темпом принесло ему разочаровывающее 16 место. В Валенсии он стартовал девятым и финишировал восьмым, в домашней гонке Дженсон не вышел даже из первого сегмента квалификации, но из-за штрафов Кобаяси и Верня стартовал 16-м. В гонке прорвался на 10 место. В Германию Mclaren привёз серьёзные обновления. Баттон квалифицировался 7-м, но в гонке прорвался на 3 место, которое позже превратилось во второе, так как в борьбе за второе место обогнавший британца Себастьян Феттель при обгоне выехал всеми четырьмя колёсами за пределы трассы и после гонки к итоговому времени немца прибавили 20 секунд. В Венгрии он стартовал 4-м, но в гонке из-за ошибки в тактике приехал 6-м. В Бельгии Баттон полностью доминировал и впервые за время выступления за Mclaren завоевал поул-позицию. На следующий день он одержал первую победу в Спа, пролидировав все 44 круга. Казалось, в Монце он снова наберёт большие очки. Он квалифицировался вторым вслед за напарником, на старте пропустил Фелипе Массу, после пит-стопа снова вышел на второе место, но на 34-м круге неожиданно сошёл с дистанции из-за проблем с топливной системой.

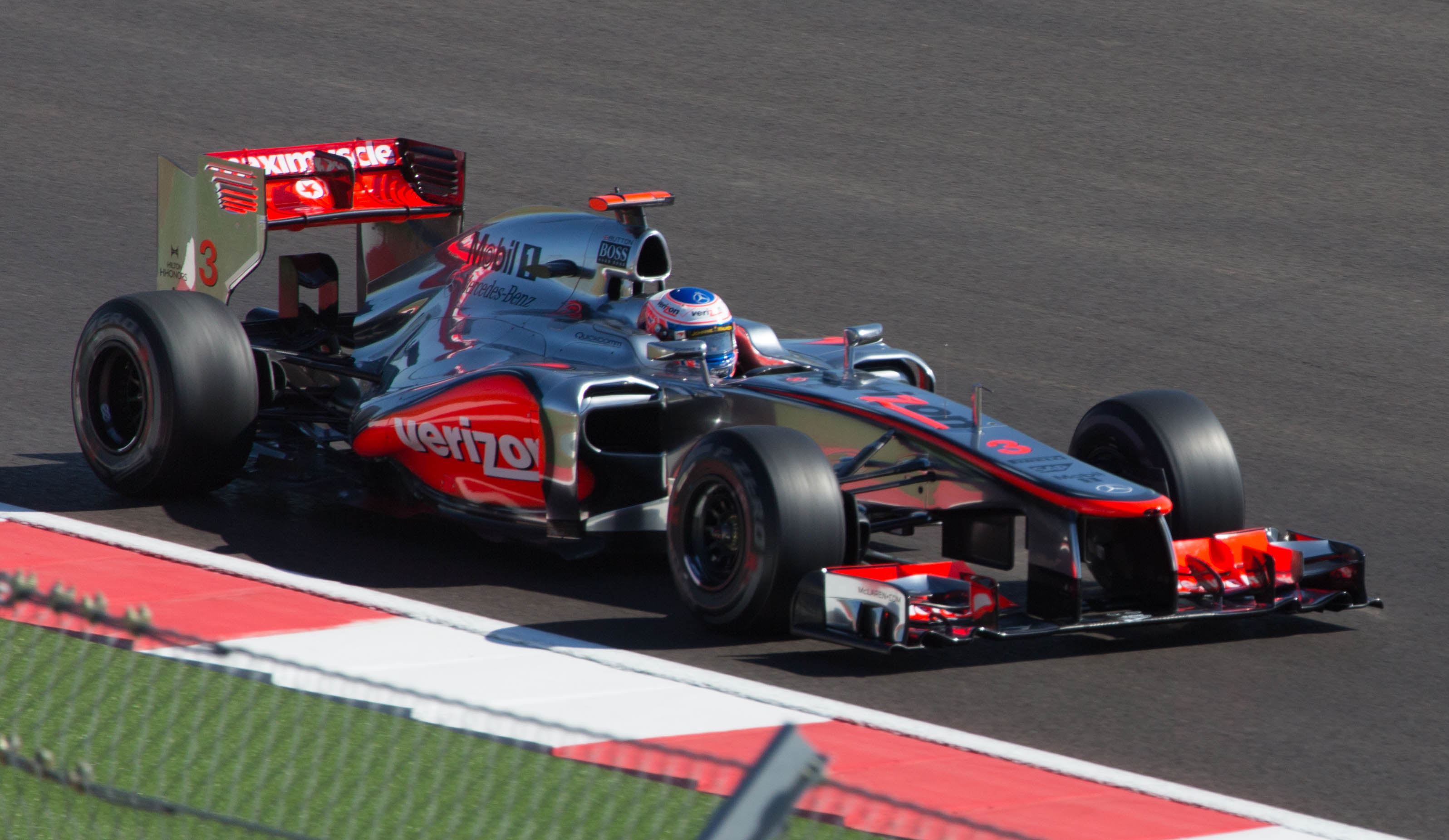
Дженсон Баттон на Гран-при США, где он финишировал 5-м.

В Сингапуре он стартовал 4-м и финишировал 2-м, в Японии он квалифицировался третьим, но был оштрафован на 5 мест за замену коробки передач. В гонке прорвался на 4 место, в конце догонял Sauber Камуи Кобаяси, но так и не смог пройти японца. В Йонаме он плохо квалифицировался (11 место), а в гонке сошёл на первом же круге, когда в него в 3-м повороте врезался всё тот же Кобаяси. В Индии британец квалифицировался 4-м и финишировал 5-м, показав лучший круг в гонке. В Абу-Даби он квалифицировался 5-м, но стартовал 4-м, так как квалифицировавшийся третьим Феттель был исключён из протокола из-за недовеса болида. В гонке британец прорвался на третье место, долго шёл на нём, но за 3 круга до финиша его опередил всё тот же Феттель. В итоге британец финишировал 4-м. В Остине из-за проблем с педалью газа он квалифицировался лишь 12-м, а в гонке прорвался на 5 место. В Бразилии он квалифицировался 2-м позади напарника. На старте сохранил позицию, а когда пошли первые капли дождя и весь пелотон рванул в боксы за промежуточной резиной, он и Нико Хюлькенберг остались на сухой. Это было правильным решением. Все ещё раз поехали в боксы, и отрыв Баттона и Хюлькенберга от остального пелотона составил 45 секунд, позже он пропустил немца. Но из-за пейс-кара всё преимущество сошло на нет. После рестарта Баттона прошёл Хэмилтон, а после столкновения последнего с Хюлькенбергом вышел в лидеры и впервые выиграл в Сан-Паулу. Он набрал 188 очков и занял 5-е место в чемпионате.

##### Сезон 2013

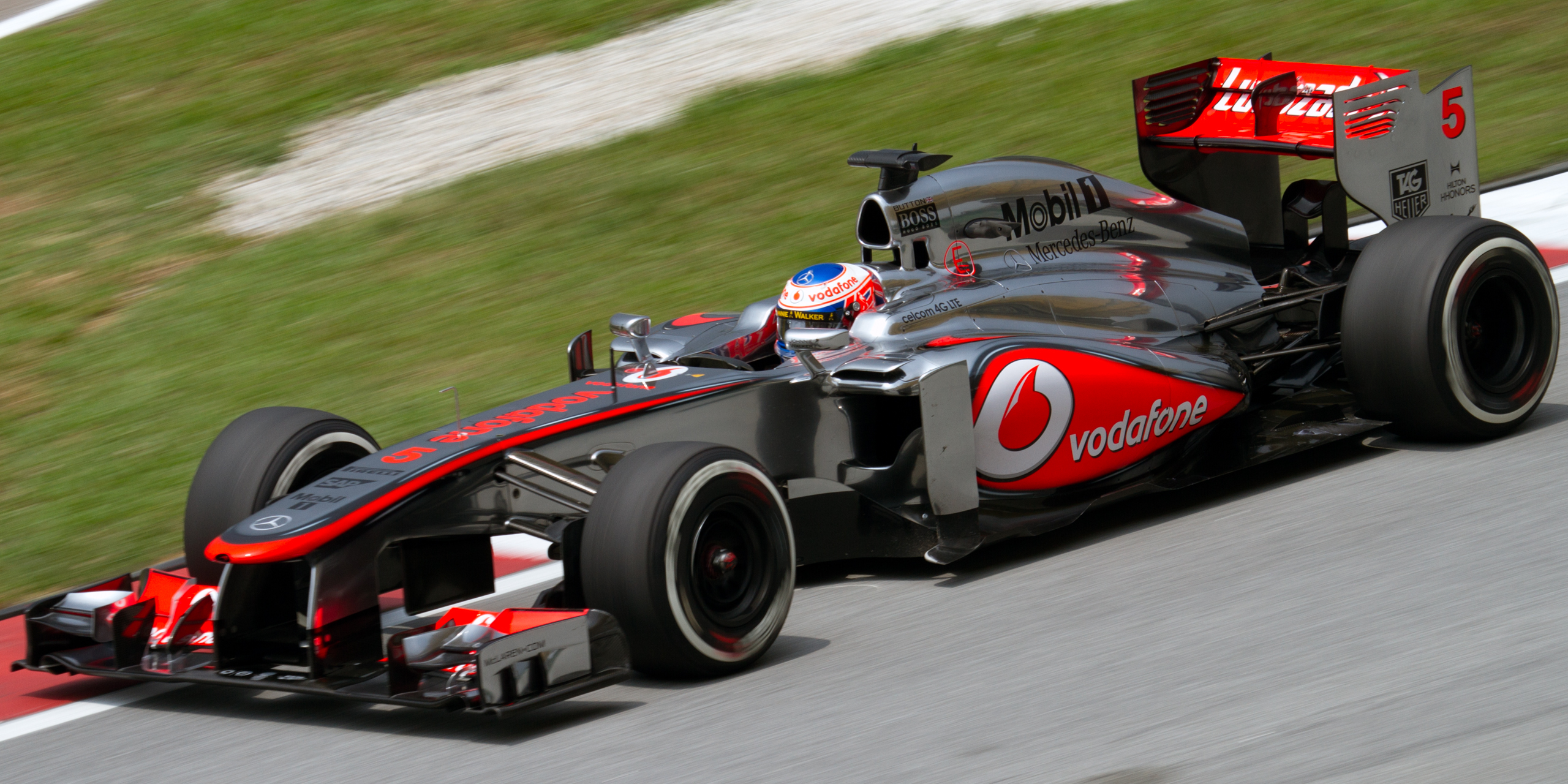
Баттон во время свободной практики на Гран-при Малайзии.

По окончании сезона 2012 партнёр Баттона по команде Льюис Хэмилтон перешёл в Мерседес и его новым партнёром стал пришедший из команды Sauber Серхио Перес.
Первая гонка сезона прошла неудачно. Британец квалифицировался 10-м и финишировал 9-м. Машина серьёзно уступала в скорости и Red Bull, и Ferrari, и Lotus, и даже Force India с Mercedes. Вторая гонка прошла ещё хуже. Баттон стартовал 7-м, долго шёл 5-м и, казалось, у него есть шансы приехать в больших очках. Но во время 3-го пит-стопа механики плохо прикрутили ему правое переднее колесо, из-за чего он потерял кучу времени и вернулся на трассу лишь 14-м, а за 2 круга до финиша и вовсе сошёл с дистанции. Третья гонка прошла удачно, стартовав с восьмого места Дженсон финишировал пятым. В Бахрейне он стартовал и финишировал 10-м. В Барселоне он плохо квалифицировался (14 место), но в гонке прорвался на 8-ю позицию. В Монако он финишировал 6-м, а в Канаде темп Mclaren опять был плохим — стартовав 14-м, Баттон финишировал лишь 12-м. Ещё хуже сложилась домашняя гонка в Сильверстоуне. Баттон стартовал 10-м и финишировал лишь 13-м. Улучшения наступили на Нюрнбургринге, где британец финишировал 6-м. В Венгрии он финишировал 7-м, в Бельгии 6-м, в Италии 10-м, в Сингапуре 7-м, в Корее 8-м, в Японии 9-м, в Индии и Абу-Даби уже на стартах повреждал переднее крыло и гонки были сразу испорчены (14 и 12 места соответственно). В США он финишировал 10-м, в Бразилии — 4-м. Итог — 73 очка и 9 место в чемпионате.

##### Сезон 2014

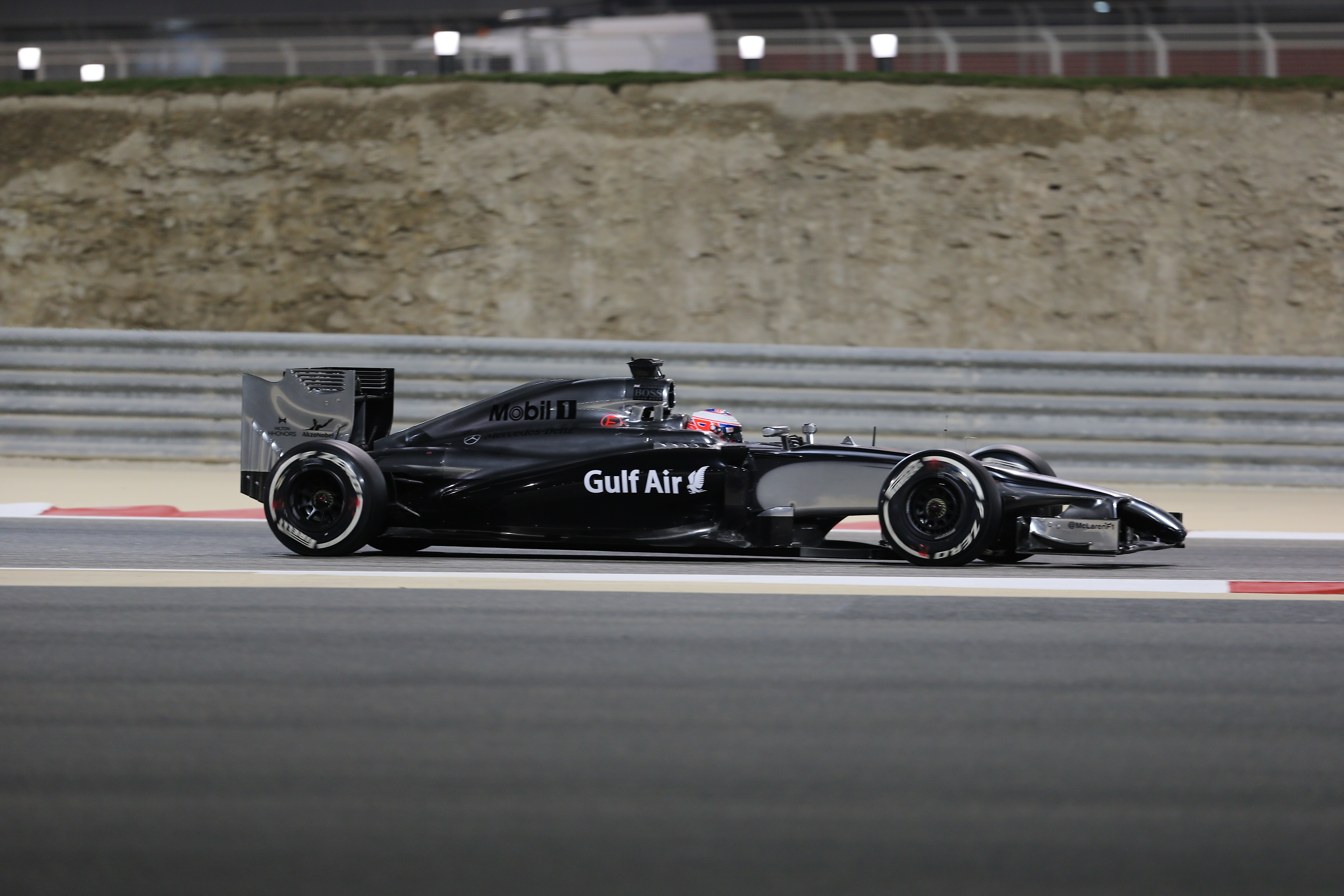
Баттон на MP4-29 в Бахрейне.

В Австралии британец финишировал четвёртым, но после дисквалификации Даниэля Риккардо поднялся на 3 место. В Малайзии финишировал шестым, а в Бахрейне сошёл за 2 круга до финиша из-за отказа сцепления. В Китае Mclaren был неконкурентоспособным. Баттон стартовал 12-м и финишировал 11-м. В Испании также было 11 место. В Монако финишировал шестым, в Канаде четвёртым, в Австрии 11-м. В своей домашней гонке в Великобритании Дженсон финишировал четвёртым. В Германии стартовал 11-м и финишировал восьмым. В Венгрии в дождевой гонке из-за неправильной тактики команды финишировал лишь десятым. В Бельгии британец финишировал седьмым, но из-за штрафа своего напарника Магнуссена Баттону досталось шестое место. В Италии стартовал шестым и финишировал восьмым. В Сингапуре, стартовав 11-м, сошёл с дистанции из-за отказа двигателя. В Японии он квалифицировался восьмым, из-за дождя старт прошёл за машиной безопасности; после рестарта британец сразу свернул в боксы менять сильно дождевую резину на промежуточную — это решение оказалось правильным, и он вырвался на третье место, но на втором пит-стопе механики долго не могли прикрутить ему колесо, и он откатился на 4 место. Позже Баттона прошёл Даниэль Риккардо, а на 46-м круге из-за усиления дождя гонка была остановлена и далее не возобновлена; итог — 5 место. В России он финишировал четвёртым. В США было 12 место; в Бразилии четвёртое. В заключительной гонке сезона в Абу-Даби начислялись двойные очки, и Баттон получил 20 очков, приехав пятым; это позволило ему занять восьмое место в «личном зачёте» по итогам сезона 2014. 11 декабря 2014 года команда McLaren-Honda продлила контракт с Дженсоном Баттоном ещё на один сезон. Таким образом англичанин стал напарником вернувшегося в Макларен Фернандо Алонсо 130. 2015 год станет 16-м сезоном в карьере Дженсона в Формуле 1.

##### Сезон 2015

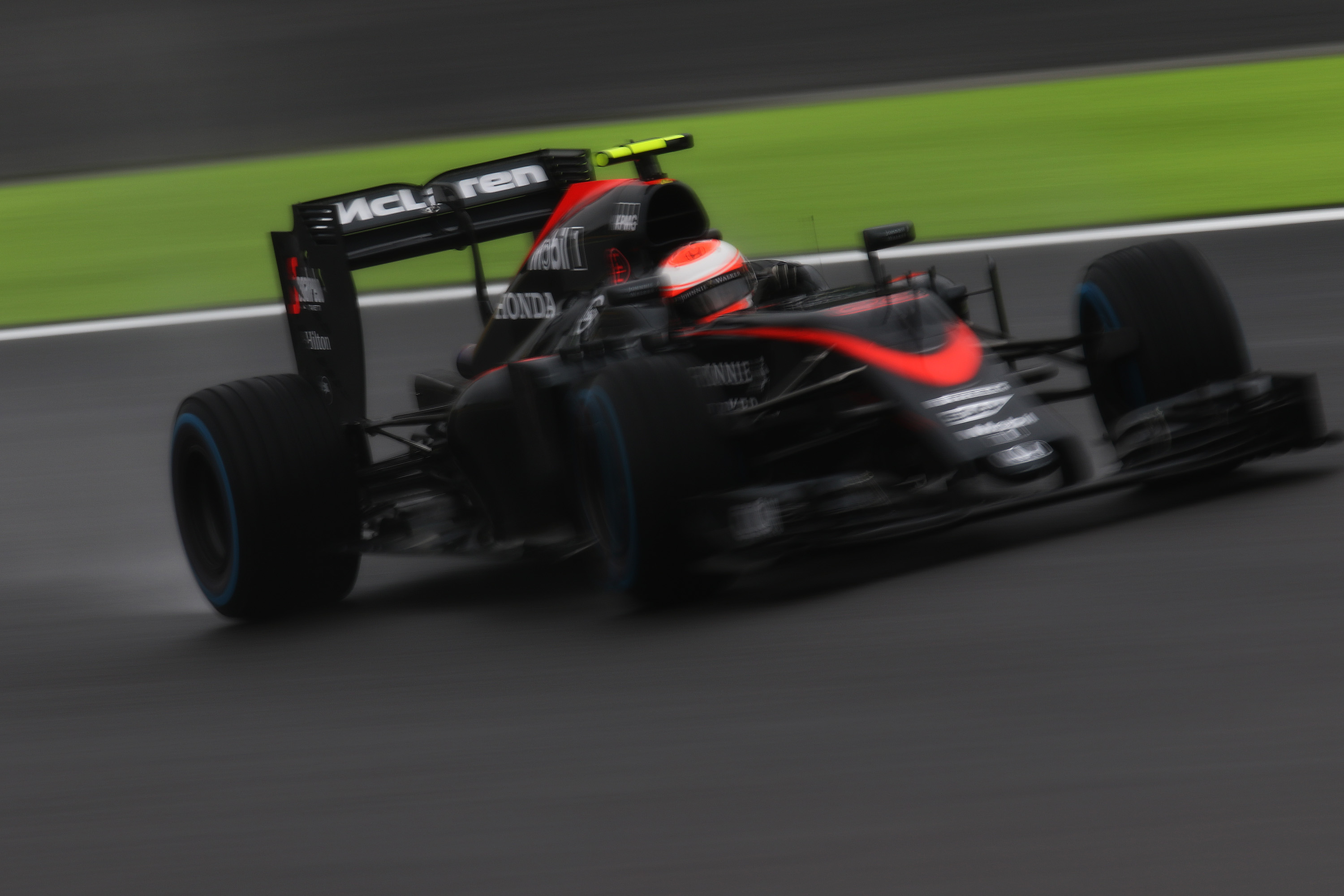
Баттон управляет MP4-30 на дождевой Судзуке.

На предсезонных тестах McLaren ожидаемо столкнулся с ненадёжностью новых двигателей Honda. А новый партнёр Баттона по команде — Фернандо Алонсо — попал в аварию, из-за которой был вынужден пропустить Гран-при Австралии, в котором финишировало всего 11 машин и единственным из доехавших до финиша, но так и не набравшим очки, был Баттон. Несмотря на это, для McLaren это была маленькая победа, так как многие сомневались, что MP4-30 может финишировать в гонке хотя бы одной машиной. Однако в Малайзии опасения по поводу надёжности двигателей Honda оказались не напрасны. Ни Баттон, ни Алонсо не смогли финишировать в гонке: у британца отказала турбина, а испанца подвела система охлаждения ERS. В Китае на 47 круге в борьбе Баттон столкнулся с Пастором Мальдонадо, из-за чего тому пришлось сойти. Сам Дженсон финишировал 13-м и после гонки за случившийся инцидент был наказан прибавкой 5 секунд — гонщик признал свою вину. В Бахрейне начиная с пятницы машину Баттона преследовали технические проблемы, в итоге он не смог даже завершить первый сегмент квалификации — машина отключилась во время круга. В гонке британец не стартовал. В Испании он финишировал 16-м. В Монако Макларен усилиями Баттона, финишировавшего 8-м, набрал первые очки в сезоне. В Монреале и Шпильберге сошёл из-за проблем с двигателем, в Великобритании — из-за аварии на старте. В Венгрии во 2-й раз в сезоне попал в очки (9 место). В Бельгии и Италии финишировал 14-м. В Сингапуре сошёл из-за перегрева коробки передач. В Японии финишировал 16-м, в России 9-м, в США стал 6-м, в Мексике и Бразилии — 14-м, в Абу-Даби занял 12-е место.

##### Сезон 2017
Баттон заменил на Гран-при Монако в «Макларене» Фернандо Алонсо, который участвовал в знаменитой гонке «500 миль Индианаполиса». В квалификации он показал девятое время, но стартовал 20-м из-за замены силовой установки. В гонке сошёл, столкнувшись с Паскалем Верляйном.

## Результаты выступлений

### Статистика
| Сезон     | Серия                         | Команда                           | Старты | Победы | Поулы | БК | Подиумы | Очки | Место |
| --------- | ----------------------------- | --------------------------------- | ------ | ------ | ----- | -- | ------- | ---- | ----- |
| 1998      | Британская Формула-Форд       | Haywood Racing                    | 15     | 7      | 9     | 7  | 12      | 133  | 1     |
| 1998      | Фестиваль Формулы-Форд        | Haywood Racing                    | 1      | 1      | 0     | 0  | 1       | —    | 1     |
| 1999      | Британская Формула-3          | Promatecme UK                     | 16     | 3      | 4     | 4  | 7       | 168  | 3     |
| 1999      | Гран-при Макао                | Promatecme UK                     | 1      | 0      | 0     | 0  | 1       | —    | 2     |
| 1999      | Формула-3 Мастерс             | Promatecme UK                     | 1      | 0      | 0     | 0  | 0       | —    | 5     |
| 1999      | Супер-при Кореи               | Promatecme UK                     | 1      | 0      | 0     | 0  | 1       | —    | 2     |
| 1999      | Belgian Procar                | BMW Fina-Team Rafanelli           | 1      | 0      | 0     | 0  | 0       | 0    | НКЛ   |
| 2000      | Формула-1                     | BMW WilliamsF1 Team               | 17     | 0      | 0     | 0  | 0       | 12   | 8     |
| 2001      | Формула-1                     | Mild Seven Benetton Renault       | 17     | 0      | 0     | 0  | 0       | 2    | 17    |
| 2002      | Формула-1                     | Mild Seven Renault F1 Team        | 17     | 0      | 0     | 0  | 0       | 14   | 7     |
| 2003      | Формула-1                     | Lucky Strike BAR Honda            | 15     | 0      | 0     | 0  | 0       | 17   | 9     |
| 2004      | Формула-1                     | Lucky Strike BAR Honda            | 18     | 0      | 1     | 0  | 10      | 85   | 3     |
| 2005      | Формула-1                     | Lucky Strike BAR Honda            | 16     | 0      | 1     | 0  | 2       | 37   | 9     |
| 2006      | Формула-1                     | Lucky Strike Honda Racing F1 Team | 18     | 1      | 1     | 0  | 3       | 56   | 6     |
| 2007      | Формула-1                     | Honda Racing F1 Team              | 17     | 0      | 0     | 0  | 0       | 6    | 15    |
| 2008      | Формула-1                     | Honda Racing F1 Team              | 18     | 0      | 0     | 0  | 0       | 3    | 18    |
| 2009      | Формула-1                     | Brawn GP F1 Team                  | 17     | 6      | 4     | 2  | 9       | 95   | 1     |
| 2010      | Формула-1                     | Vodafone McLaren Mercedes         | 19     | 2      | 0     | 1  | 7       | 214  | 5     |
| 2011      | Формула-1                     | Vodafone McLaren Mercedes         | 19     | 3      | 0     | 3  | 12      | 270  | 2     |
| 2012      | Формула-1                     | Vodafone McLaren Mercedes         | 20     | 3      | 1     | 2  | 6       | 188  | 5     |
| 2013      | Формула-1                     | Vodafone McLaren Mercedes         | 19     | 0      | 0     | 0  | 0       | 73   | 9     |
| 2014      | Формула-1                     | McLaren Mercedes                  | 19     | 0      | 0     | 0  | 1       | 126  | 8     |
| 2015      | Формула-1                     | McLaren Honda                     | 18     | 0      | 0     | 0  | 0       | 16   | 16    |
| 2016      | Формула-1                     | McLaren Honda                     | 21     | 0      | 0     | 0  | 0       | 21   | 15    |
| 2017      | Формула-1                     | McLaren Honda                     | 1      | 0      | 0     | 0  | 0       | 0    | НКЛ   |
| 2017      | Super GT — GT500              | Team Mugen                        | 1      | 0      | 0     | 0  | 0       | 0    | НКЛ   |
| 2018      | Super GT — GT500              | Team Kunimitsu                    | 8      | 1      | 1     | 0  | 4       | 78   | 1     |
| 2018      | 24 часа Ле-Мана — LMP1        | SMP Racing                        | 1      | 0      | 0     | 0  | 0       | —    | НФ    |
| 2018/19   | FIA WEC — LMP1                | SMP Racing                        | 4      | 0      | 0     | 0  | 1       | 27   | 15    |
| 2019      | Super GT — GT500              | Team Kunimitsu                    | 8      | 0      | 0     | 0  | 2       | 37   | 8     |
| 2019      | DTM                           | Team Kunimitsu                    | 2      | 0      | 0     | 0  | 0       | 0    | НКЛ   |
| 2020      | Британский чемпионат GT — GT3 | Jenson Team Rocket RJN            | 1      | 0      | 0     | 0  | 0       | 0    | НКЛ   |
| 2021      | Extreme E                     | JBXE                              | 1      | 0      | 0     | 0  | 0       | 17   | 12    |
| 2022/23   | Nitro Rallycross              | Xite Energy Racing                | 1      | 0      | 0     | 0  | 0       | 21   | 17    |
| 2023      | NASCAR Cup Series             | Rick Ware Racing                  | 3      | 0      | 0     | 0  | 0       | 45   | 35    |
| 2023      | Чемпионат IMSA — GTP          | JDC-Miller MotorSports            | 1      | 0      | 0     | 0  | 0       | 282  | 23    |
| 2023      | 24 часа Ле-Мана — Innovative  | Hendrick Motorsports              | 1      | 0      | 0     | 0  | 0       | —    | 39    |
| 2024      | Чемпионат IMSA — GTP          | Wayne Taylor Racing with Andretti |        |        |       |    |         |      |       |
| 2024      | FIA WEC — Hypercar            | Hertz Team Jota                   |        |        |       |    |         |      |       |
| Источник: |                               |                                   |        |        |       |    |         |      |       |

### Результаты выступлений в Формуле-1
| Легенда к таблице |                                                                    |
| --- | ------------------------------------------------------------------ |
| В таблице перечислены результаты всех Гран-при Формулы-1, в которых принимал участие гонщик. Строками таблицы являются сезоны, столбцами — этапы чемпионата мира. В каждой клетке указаны сокращённое название этапа и результат, дополнительно обозначенный цветом. Расшифровка обозначений и цветов представлена в нижеследующей таблице. |                                                                    |
| \| Пример \| Описание \| \| ------------ \| ------------------------------------------------------------------ \| \| 1 \| Победитель \| \| 2 \| Второе место \| \| 3 \| Третье место \| \| 5 \| Финишировал, заработав очки \| \| Сход \| Не финишировал, но при этом заработал очки \| \| 12 \| Финишировал, не получив очков \| \| НКЛ \| Финишировал, но не попал в финальную классификацию \| \| 15 \| Участвовал вне зачёта, либо по отдельной классификации \| \| 18 \| Не финишировал, но попал в финальную классификацию \| \| Сход \| Не финишировал \| \| НКВ \| Не прошёл квалификацию \| \| НПКВ \| Не прошёл предквалификацию \| \| ДСК \| Дисквалифицирован \| \| ИСК \| Исключён из протокола соревнований \| \| ТТ \| Заявлен для участия только в тренировках \| \| НС \| Участвовал в квалификации, но не стартовал в гонке \| \| Т \| Травмирован или болен \| \| ОТК \| Отказ от участия \| \| НТР \| Прибыл на соревнования, но на трассу не выезжал \| \| НПР \| Был заявлен в числе участников, но не прибыл к началу соревнований \| \| О \| Соревнования отменены \| \| \| Не участвовал \| \| Поул-позиция \| \| \| Быстрый круг \| \| |                                                                    |
| Пример | Описание                                                           |
| 1 | Победитель                                                         |
| 2 | Второе место                                                       |
| 3 | Третье место                                                       |
| 5 | Финишировал, заработав очки                                        |
| Сход | Не финишировал, но при этом заработал очки                         |
| 12 | Финишировал, не получив очков                                      |
| НКЛ | Финишировал, но не попал в финальную классификацию                 |
| 15 | Участвовал вне зачёта, либо по отдельной классификации             |
| 18 | Не финишировал, но попал в финальную классификацию                 |
| Сход | Не финишировал                                                     |
| НКВ | Не прошёл квалификацию                                             |
| НПКВ | Не прошёл предквалификацию                                         |
| ДСК | Дисквалифицирован                                                  |
| ИСК | Исключён из протокола соревнований                                 |
| ТТ | Заявлен для участия только в тренировках                           |
| НС | Участвовал в квалификации, но не стартовал в гонке                 |
| Т | Травмирован или болен                                              |
| ОТК | Отказ от участия                                                   |
| НТР | Прибыл на соревнования, но на трассу не выезжал                    |
| НПР | Был заявлен в числе участников, но не прибыл к началу соревнований |
| О | Соревнования отменены                                              |
| | Не участвовал                                                      |
| Поул-позиция |                                                                    |
| Быстрый круг |                                                                    |

| Сезон | Команда                           | Шасси          | Двигатель                     | Ш | 1        | 2        | 3        | 4       | 5        | 6        | 7        | 8        | 9        | 10       | 11       | 12       | 13       | 14       | 15       | 16       | 17       | 18       | 19     | 20     | 21       | Место | Очки |
| ----- | --------------------------------- | -------------- | ----------------------------- | - | -------- | -------- | -------- | ------- | -------- | -------- | -------- | -------- | -------- | -------- | -------- | -------- | -------- | -------- | -------- | -------- | -------- | -------- | ------ | ------ | -------- | ----- | ---- |
| 2000  | BMW WilliamsF1 Team               | Williams FW22  | BMW E41 3,0 V10               | B | АВС Сход | БРА 6    | САН Сход | ВЕЛ 5   | ИСП 17   | ЕВР 10   | МОН Сход | КАН 11   | ФРА 8    | АВТ 5    | ГЕР 4    | ВЕН 9    | БЕЛ 5    | ИТА Сход | США Сход | ЯПО 5    | МАЛ Сход |          |        |        |          | 8     | 12   |
| 2001  | Mild Seven Benetton Renault       | Benetton B201  | Renault RS21 3,0 V10          | M | АВС Сход | МАЛ 11   | БРА 10   | САН 12  | ИСП 15   | АВТ Сход | МОН 7    | КАН Сход | ЕВР 13   | ФРА 16   | ВЕЛ 15   | ГЕР 5    | ВЕН Сход | БЕЛ Сход | ИТА Сход | США 9    | ЯПО 7    |          |        |        |          | 17    | 2    |
| 2002  | Mild Seven Renault F1 Team        | Renault R202   | Renault RS22 3,0 V10          | M | АВС Сход | МАЛ 4    | БРА 4    | САН 5   | ИСП 12   | АВТ 7    | МОН Сход | КАН 15   | ЕВР 5    | ВЕЛ 12   | ФРА 6    | ГЕР Сход | ВЕН Сход | БЕЛ Сход | ИТА 5    | США 8    | ЯПО 6    |          |        |        |          | 7     | 14   |
| 2003  | Lucky Strike BAR Honda            | BAR 005        | Honda RA003E 3,0 V10          | B | АВС 10   | МАЛ 7    | БРА Сход | САН 8   | ИСП 9    | АВТ 4    | МОН НС   | КАН Сход | ЕВР 7    | ФРА Сход | ВЕЛ 8    | ГЕР 8    | ВЕН 10   | ИТА Сход | США Сход | ЯПО 4    |          |          |        |        |          | 9     | 17   |
| 2004  | Lucky Strike BAR Honda            | BAR 006        | Honda RA004E 3,0 V10          | M | АВС 6    | МАЛ 3    | БАХ 3    | САН 2   | ИСП 8    | МОН 2    | ЕВР 3    | КАН 3    | США Сход | ФРА 5    | ВЕЛ 4    | ГЕР 2    | ВЕН 5    | БЕЛ Сход | ИТА 3    | КИТ 2    | ЯПО 3    | БРА Сход |        |        |          | 3     | 85   |
| 2005  | Lucky Strike BAR Honda            | BAR 007        | Honda RA005E 3,0 V10          | M | АВС 11   | МАЛ Сход | БАХ Сход | САН ДСК | ИСП      | МОН      | ЕВР 10   | КАН Сход | США НС   | ФРА 4    | ВЕЛ 5    | ГЕР 3    | ВЕН 5    | ТУР 5    | ИТА 8    | БЕЛ 3    | БРА 7    | ЯПО 5    | КИТ 8  |        |          | 9     | 37   |
| 2006  | Lucky Strike Honda Racing F1 Team | Honda RA106    | Honda RA806E 2,4 V8           | M | БАХ 4    | МАЛ 3    | АВС 10   | САН 7   | ЕВР Сход | ИСП 6    | МОН 11   | ВЕЛ Сход | КАН 9    | США Сход | ФРА Сход | ГЕР 4    | ВЕН 1    | ТУР 4    | ИТА 5    | КИТ 4    | ЯПО 4    | БРА 3    |        |        |          | 6     | 56   |
| 2007  | Honda Racing F1 Team              | Honda RA107    | Honda RA807E 2,4 V8           | B | АВС 15   | МАЛ 12   | БАХ Сход | ИСП 12  | МОН 11   | КАН Сход | США 12   | ФРА 8    | ВЕЛ 10   | ЕВР Сход | ВЕН Сход | ТУР 13   | ИТА 8    | БЕЛ Сход | ЯПО 11   | КИТ 5    | БРА Сход |          |        |        |          | 15    | 6    |
| 2008  | Honda Racing F1 Team              | Honda RA108    | Honda RA808E 2,4 V8           | B | АВС Сход | МАЛ 10   | БАХ Сход | ИСП 6   | ТУР 11   | МОН 11   | КАН 11   | ФРА Сход | ВЕЛ Сход | ГЕР 17   | ВЕН 12   | ЕВР 13   | БЕЛ 15   | ИТА 15   | СИН 9    | ЯПО 14   | КИТ 16   | БРА 13   |        |        |          | 18    | 3    |
| 2009  | Brawn GP F1 Team                  | Brawn BGP 001  | Mercedes FO 108W 2,4 V8       | B | АВС 1    | МАЛ 1    | КИТ 3    | БАХ 1   | ИСП 1    | МОН 1    | ТУР 1    | ВЕЛ 6    | ГЕР 5    | ВЕН 7    | ЕВР 7    | БЕЛ Сход | ИТА 2    | СИН 5    | ЯПО 8    | БРА 5    | АБУ 3    |          |        |        |          | 1     | 95   |
| 2010  | Vodafone McLaren Mercedes         | McLaren MP4-25 | Mercedes FO 108X 2,4 V8       | B | БАХ 7    | АВС 1    | МАЛ 8    | КИТ 1   | ИСП 5    | МОН Сход | ТУР 2    | КАН 2    | ЕВР 3    | ВЕЛ 4    | ГЕР 5    | ВЕН 8    | БЕЛ Сход | ИТА 2    | СИН 4    | ЯПО 4    | КОР 12   | БРА 5    | АБУ 3  |        |          | 5     | 214  |
| 2011  | Vodafone McLaren Mercedes         | McLaren MP4-26 | Mercedes FO108Y 2,4 V8        | P | АВС 6    | МАЛ 2    | КИТ 4    | ТУР 6   | ИСП 3    | МОН 3    | КАН 1    | ЕВР 6    | ВЕЛ Сход | ГЕР Сход | ВЕН 1    | БЕЛ 3    | ИТА 2    | СИН 2    | ЯПО 1    | КОР 4    | ИНД 2    | АБУ 3    | БРА 3  |        |          | 2     | 270  |
| 2012  | Vodafone McLaren Mercedes         | McLaren MP4-27 | Mercedes FO108Y 2,4 V8        | P | АВС 1    | МАЛ 14   | КИТ 2    | БАХ 18  | ИСП 9    | МОН 16   | КАН 16   | ЕВР 8    | ВЕЛ 10   | ГЕР 2    | ВЕН 6    | БЕЛ 1    | ИТА Сход | СИН 2    | ЯПО 4    | КОР Сход | ИНД 5    | АБУ 4    | США 5  | БРА 1  |          | 5     | 188  |
| 2013  | Vodafone McLaren Mercedes         | McLaren MP4-28 | Mercedes FO108Y 2,4 V8        | P | АВС 9    | МАЛ 17   | КИТ 5    | БАХ 10  | ИСП 8    | МОН 6    | КАН 12   | ВЕЛ 13   | ГЕР 6    | ВЕН 7    | БЕЛ 6    | ИТА 10   | СИН 7    | КОР 8    | ЯПО 9    | ИНД 14   | АБУ 12   | США 10   | БРА 4  |        |          | 9     | 73   |
| 2014  | McLaren Mercedes                  | McLaren MP4-29 | Mercedes PU106A Hybrid 1,6 V6 | P | АВС 3    | МАЛ 6    | БАХ 17   | КИТ 11  | ИСП 11   | МОН 6    | КАН 4    | АВТ 11   | ВЕЛ 4    | ГЕР 8    | ВЕН 10   | БЕЛ 6    | ИТА 8    | СИН Сход | ЯПО 5    | РОС 4    | США 12   | БРА 4    | АБУ 5  |        |          | 8     | 126  |
| 2015  | McLaren Honda                     | McLaren MP4-30 | Honda RA615H Hybrid 1,6 V6    | P | АВС 11   | МАЛ Сход | КИТ 13   | БАХ НС  | ИСП 16   | МОН 8    | КАН Сход | АВТ Сход | ВЕЛ Сход | ВЕН 9    | БЕЛ 14   | ИТА 14   | СИН Сход | ЯПО 16   | РОС 9    | США 6    | МЕК 14   | БРА 14   | АБУ 12 |        |          | 16    | 16   |
| 2016  | McLaren Honda                     | McLaren MP4-31 | Honda RA616H Hybrid 1,6 V6    | P | АВС 14   | БАХ Сход | КИТ 13   | РОС 10  | ИСП 9    | МОН 9    | КАН Сход | ЕВР 11   | АВТ 6    | ВЕЛ 12   | ВЕН Сход | ГЕР 8    | БЕЛ Сход | ИТА 12   | СИН Сход | МАЛ 9    | ЯПО 18   | США 9    | МЕК 12 | БРА 16 | АБУ Сход | 15    | 21   |
| 2017  | McLaren Honda F1 Team             | McLaren MCL32  | Honda RA617H 1,6 V6T          | P | АВС      | КИТ      | БАХ      | РОС     | ИСП      | МОН Сход | КАН      | АЗЕ      | АВТ      | ВЕЛ      | ВЕН      | БЕЛ      | ИТА      | СИН      | МАЛ      | ЯПО      | США      | МЕК      | БРА    | АБУ    |          | –     | 0    |

### Результаты выступлений в 24 часах Ле-Мана
| Год  | Команда              | Напарники                        | Машина                 | Класс      | Круги | ОП | КП |
| ---- | -------------------- | -------------------------------- | ---------------------- | ---------- | ----- | -- | -- |
| 2018 | SMP Racing           | Михаил Алёшин Виталий Петров     | BR Engineering BR1-AER | LMP1       | 315   | НФ | НФ |
| 2023 | Hendrick Motorsports | Джимми Джонсон Майк Роккенфеллер | Chevrolet Camaro ZL1   | Innovative | 285   | 39 | –  |

## Личная жизнь
Как и большинство других пилотов Формулы-1, Баттон проживал в княжестве Монако. На данный момент проживает на острове Гернси, Великобритания. Также у него есть недвижимость в Великобритании и Бахрейне. В список его хобби входят езда на горном велосипеде, бодибординг и триатлон, а его коллекция автомобилей включает в себя VW Campervan 1956 года выпуска и Honda S600.
Он был помолвлен с актрисой и певицей Луизой Гриффитс, перед тем как они порвали свои пятилетние отношения в мае 2005.
Также встречался с актрисой Роуз Макгоуэн и моделью Флоренс Бруденель-Брюс.
В мае 2010 Дженсон расстался с Джессикой Мичибатой, японской моделью нижнего белья, с которой он встречался 18 месяцев.
В июле 2010 года пара объявила о своем воссоединении.
2 января 2015 года стало известно о том, что Дженсон Баттон женился на Джессике Мичибате. Свадьба прошла на острове Мауи, Гавайи во время рождественских каникул 2014 года.
23 декабря 2015 года, после года брака, пара разошлась. Представители Баттона заявили, что пара рассталась в хороших отношениях и без постороннего вмешательства.
С 2018 года помолвлен с моделью Бриттни Уорд. У пары двое детей — сын Хендрикс Джонатан Баттон (род. 23 июля 2019) и дочь Ленни Монроу Баттон (род. 27 декабря 2020).
Дженсон имеет четыре татуировки. Одна из них — чёрное изображение кнопки на правом предплечье, другая — японские иероглифы «一番» на лодыжке (с японского означает «Номер Один»). Примечательно, что эта татуировка была сделана до того, как Дженсон стал чемпионом. Две другие татуировки также выполнены в стиле японских иероглифов.
С середины сезона 2010 иероглифы «一番» также находятся на шлеме Баттона.